# Labkräuter
Die Labkräuter (Galium) sind eine Pflanzengattung innerhalb der Familie der Rötegewächse (Rubiaceae). Die meisten der über 600 Arten gedeihen im gemäßigten Klima der Nord- und Südhalbkugel.

## Beschreibung und Ökologie

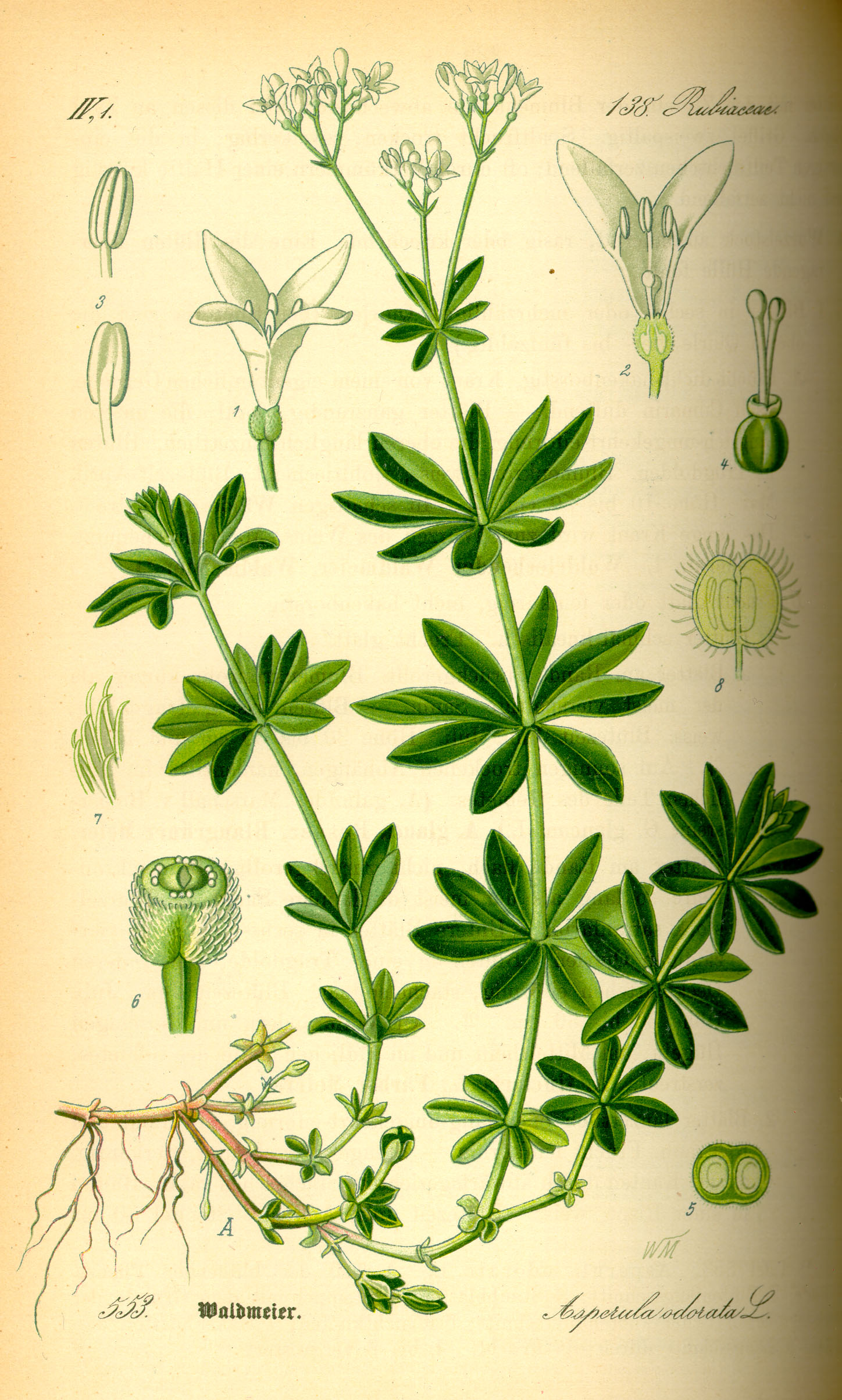
Illustration des Waldmeisters (Galium odoratum)

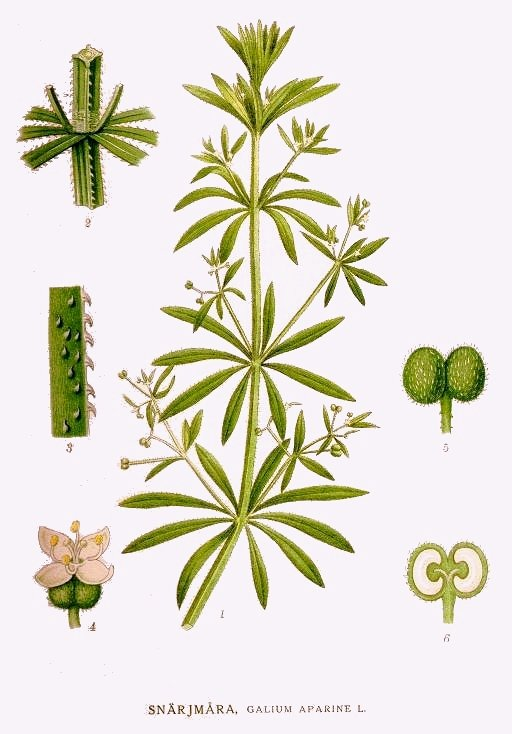
Illustration des Kletten-Labkrautes (Galium aparine)

### Erscheinungsbild und Blätter
Die Galium-Arten sind einjährige bis ausdauernde krautige Pflanzen, selten Halbsträucher. Die aufrechten oder kletternden Stängel sind, mindestens so lang sie jung sind, vierkantig und oft deutlich stachelig oder klettenartig. Es sind Raphiden vorhanden.
Bei vielen Arten sieht es so aus, als sei ein vielblättriger (vier bis zwölf) Blattquirl vorhanden. Es handelt sich um gegenständige Laubblätter und ihre gleichgeformten, laubblattähnlichen Nebenblätter. Diese Blätter sind meist sitzend, nur selten gestielt. Blätter und Nebenblätter können miteinander verwachsen sein. Die interpetiolaren Nebenblätter sind bei manchen Arten reduziert. Die Blattränder sind glatt oder gesägt. Auf der Blattunterseite können Drüsen vorhanden sein. Auf den Blattflächen ist meist ein Hauptnerv vorhanden, aber es können manchmal auch drei oder mehr sein.

### Blütenstände und Blüten
Die Blüten stehen einzeln oder zu vielen in einem einfachen oder verzweigten, zymösen Blütenstand zusammen. Der Blütenstiel verlängert sich manchmal bis zur Fruchtreife, aber meist ist er relativ kurz bis fehlend.
Die Blüten sind meist zwittrig, manchmal sind sie eingeschlechtig und dann sind die Arten andromonözisch, seltner polygamo-diözisch oder diözisch. Die relativ kleinen Blüten sind radiärsymmetrisch und meist vierzählig, seltener drei- oder fünfzählig. Der Blütenbecher (Hypanthium) ist mit den Fruchtknoten verwachsen. Es sind meist vier, manchmal drei oder fünf Kelchblätter vorhanden, oft aber ist der Kelch nur rudimentär ausgebildet oder fehlt. Die meist vier, selten drei oder fünf Kronblätter sind mehr oder weniger breit trichterförmig bis selten glockenförmig verwachsen; manchmal ist die Kronröhre so kurz, dass es wirkt als seinen die Kronblätter frei. Die Farbe der innen kahlen Kronblätter ist weiß bis gelb, gelblich-grün bis grün, seltener rosafarben über rot bis purpurfarben. Es ist nur ein Kreis aus meist vier, selten drei oder fünf fertilen Staubblättern vorhanden. Die gut entwickelten bis mehr oder weniger reduzierten Staubfäden sind in der Nähe der Basis der Kronröhre inseriert. Die Staubbeutel sind dorsifix. Zwei Fruchtblätter sind zu einem unterständigen, zweikammerigen, eiförmigen, ellipsoiden oder kugeligen Fruchtknoten verwachsen, dessen Oberfläche je nach Art glatt, papillös, warzig, mit hackenförmigen oder selten geraden Trichomen bedeckt ist. Es ist nur eine aufrechte Samenanlage je Fruchtknotenkammer vorhanden. Die ursprünglich zwei Griffel sind bis oben hin frei oder verwachsen, dann aber mit zwei deutlichen Narbenästen, die die Blütenkrone überragen. Es ist ein Diskus vorhanden. Die Bestäubung erfolgt meist durch Insekten (Entomophilie).

### Früchte und Samen
Die Früchte sind bei Reife grün, grau, selten weiß, rot, orangefarben oder schwarz. Die ellipsoid bis fast kugeligen Spaltfrüchte zerfallen in zwei einsamige Teilfrüchte. Die Spaltfrüchte sind meist trocken bis ledrig, seltener schwammig, selten mehr oder weniger fleischig sowie beerenartig. Die fast kugeligen, ellipsoid-länglichen oder nierenförmigen Teilfrüchte sind glatt sowie kahl bis warzig und/oder mit Trichomen, die oft hakenförmig sind, bedeckt. Die relativ kleinen Samen sind auf der Bauchseite gerillt. Die Samenschale (Testa) ist häutig. Der gekrümmte Embryo besitzt zwei laubblattähnliche Keimblätter (Kotyledone).

## Namensherkunft
Der Name Labkraut geht auf seine Verwendung als Gerinnungsmittel bei der Käseherstellung zurück. Auch der wissenschaftliche Name Galium (v. griech.: Gala = Milch) leitet sich davon her.

## Systematik und Verbreitung

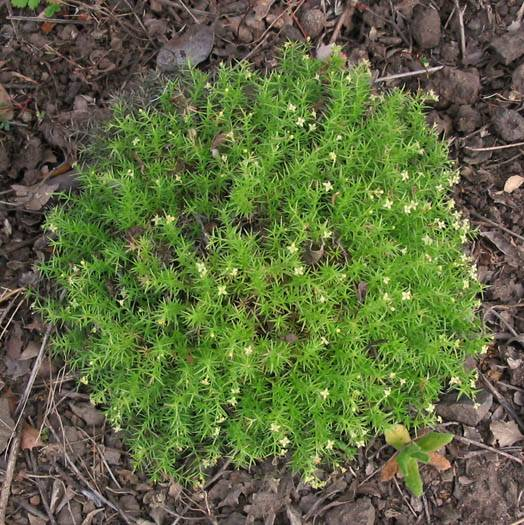
Galium andrewsii

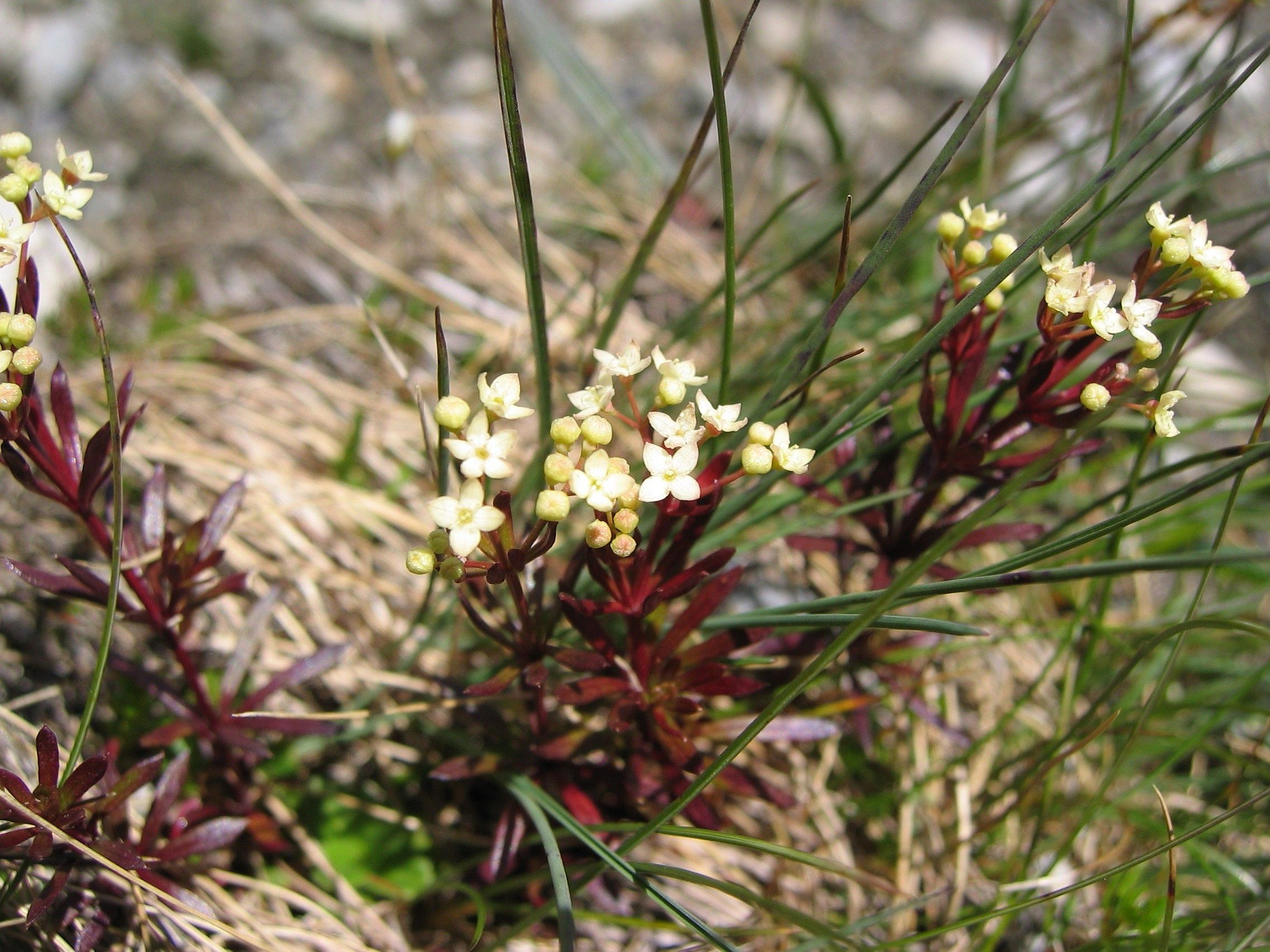
Ungleichblättriges Labkraut (Galium anisophyllum)

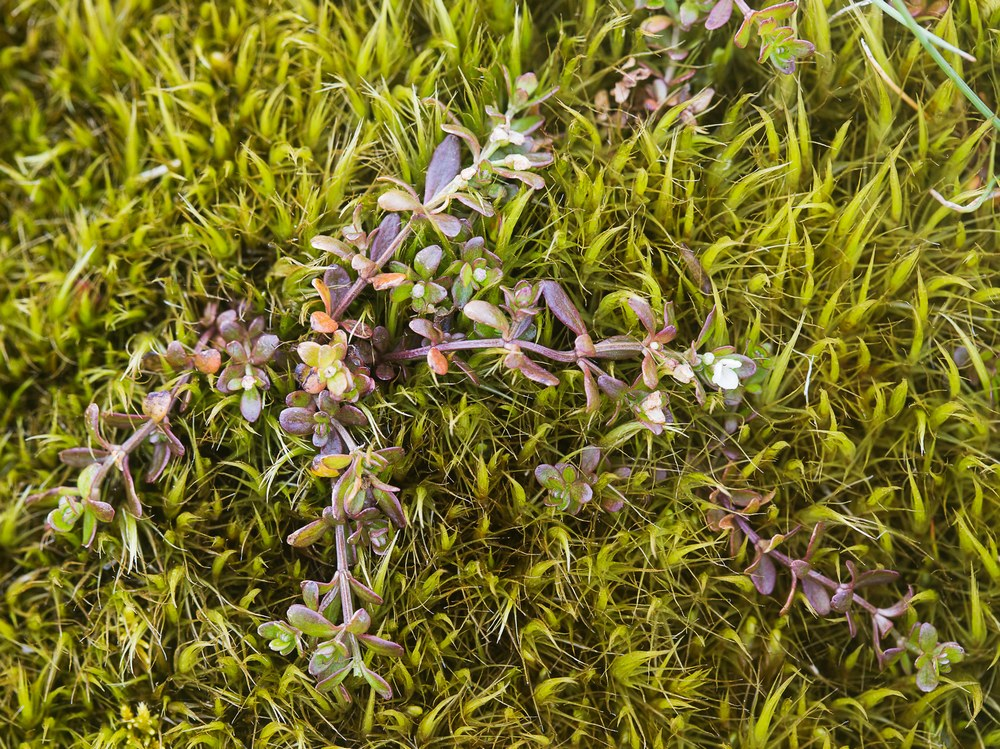
Galium antarcticum

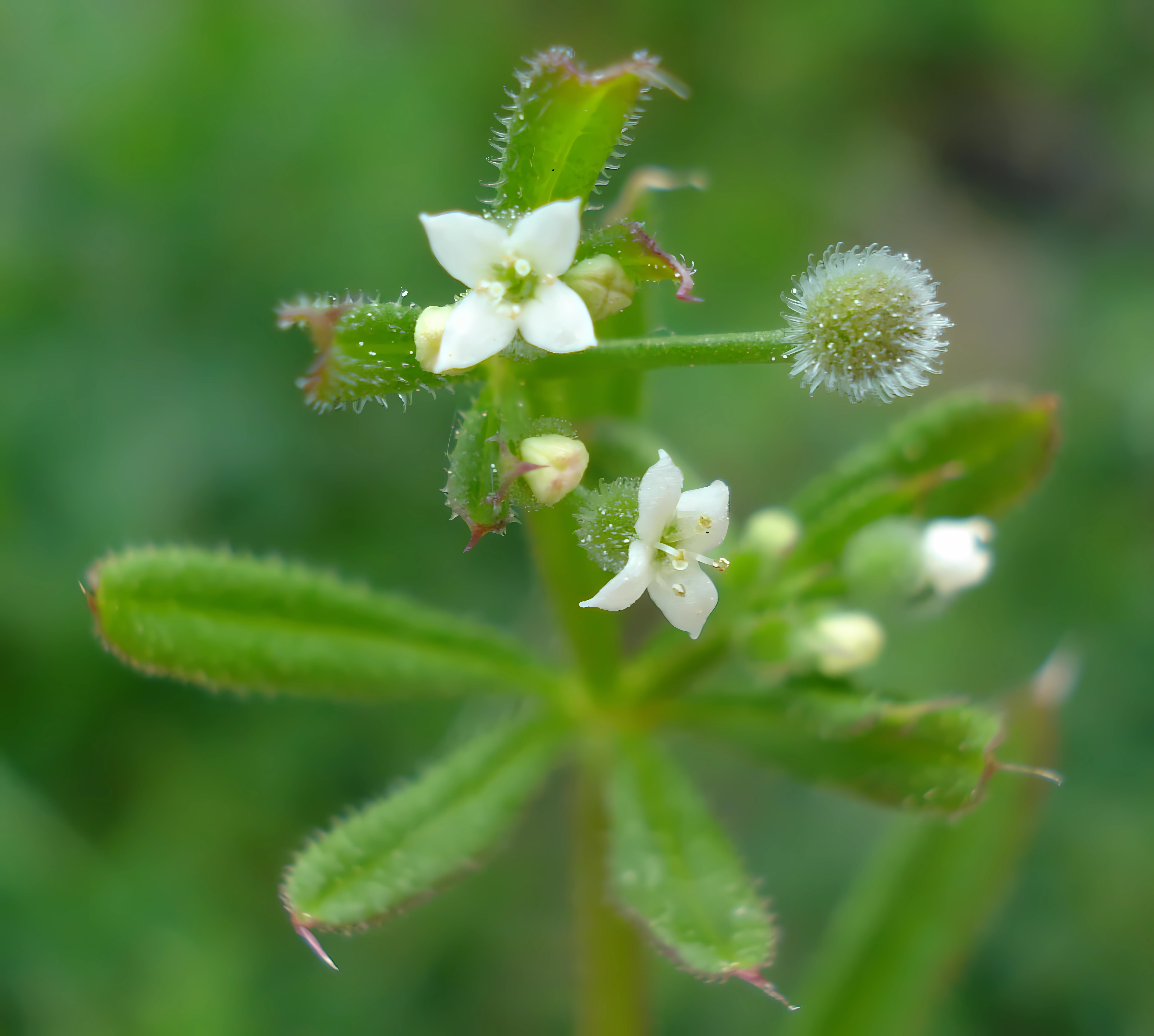
Kletten-Labkraut (Galium aparine)

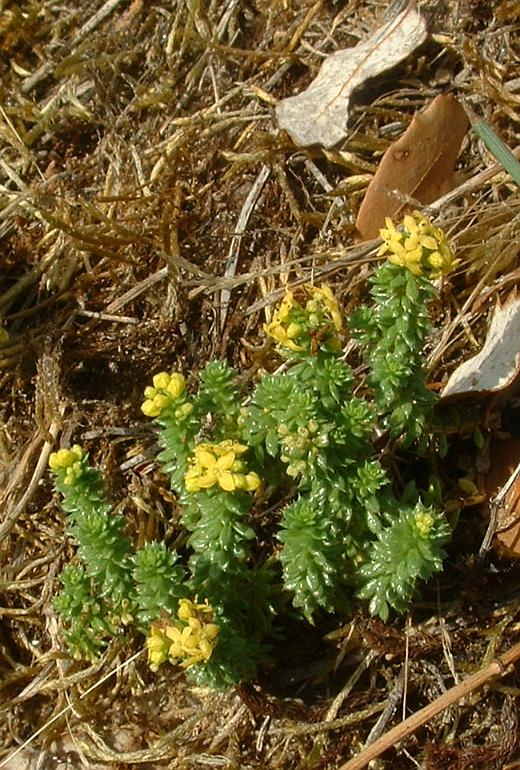
Habitus, Blätter und Blüten von Galium arenarium

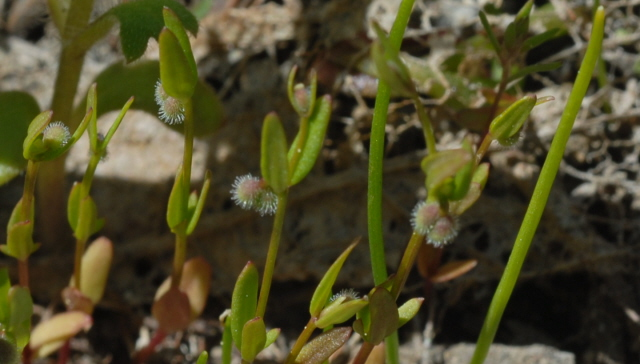
Galium bifolium

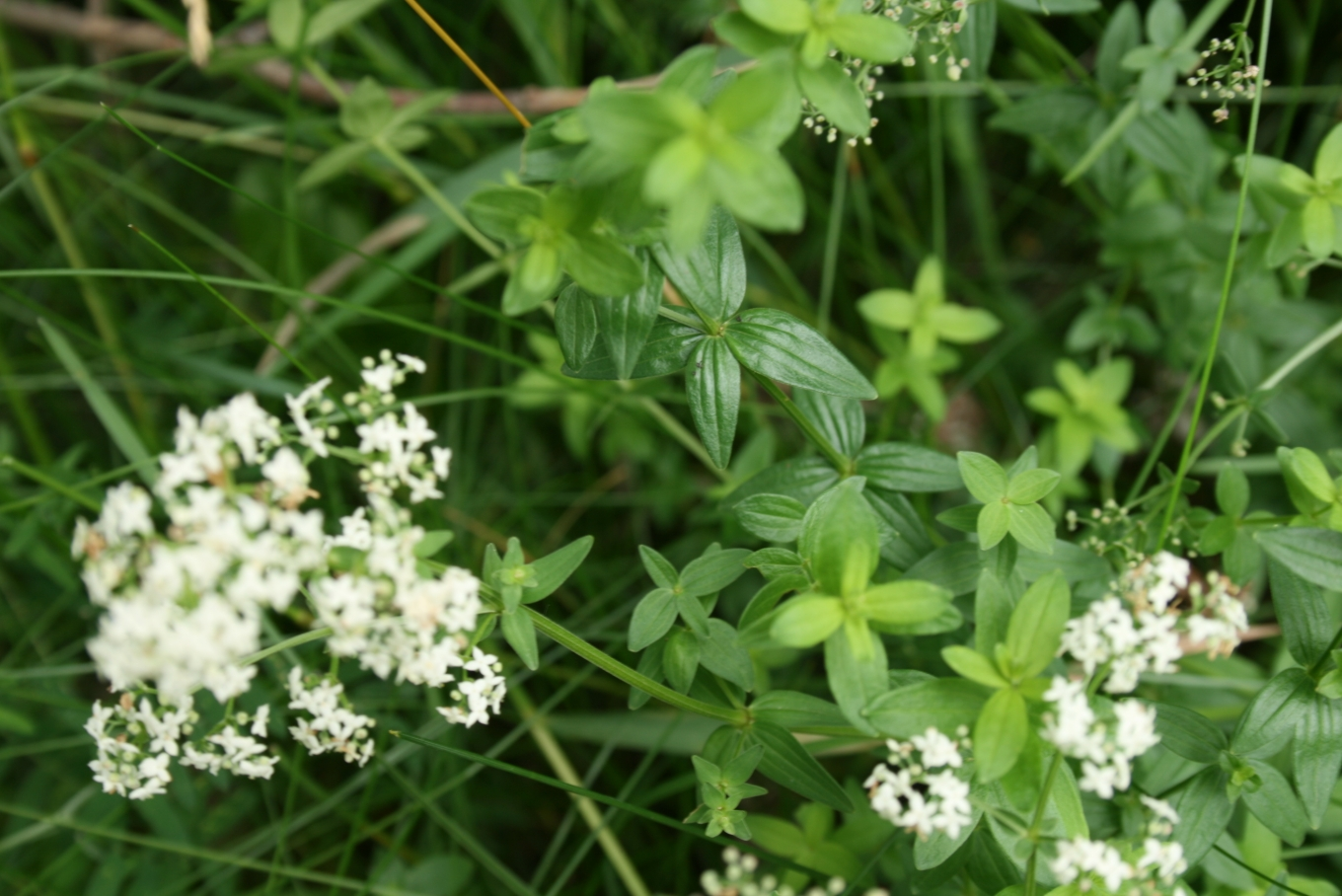
Nordisches Labkraut (Galium boreale)

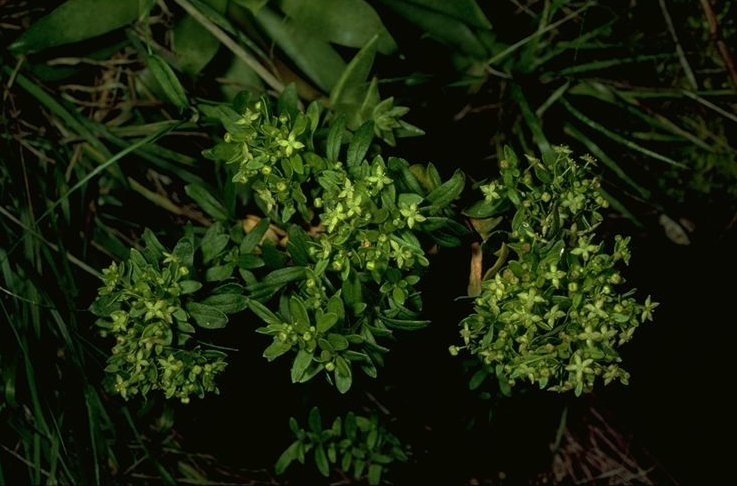
Galium buxifolium

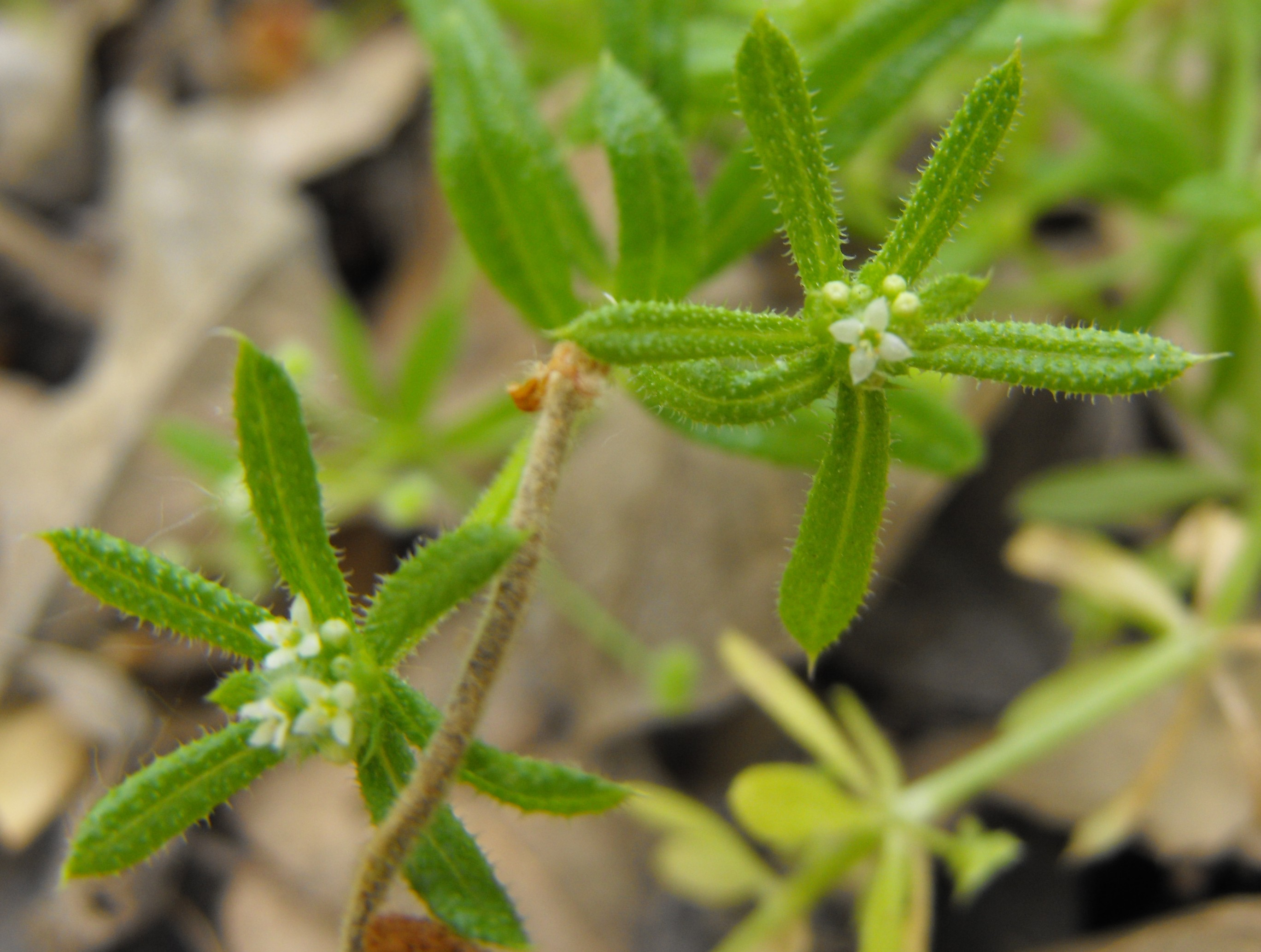
Blätter und Blüten von Galium catalinense

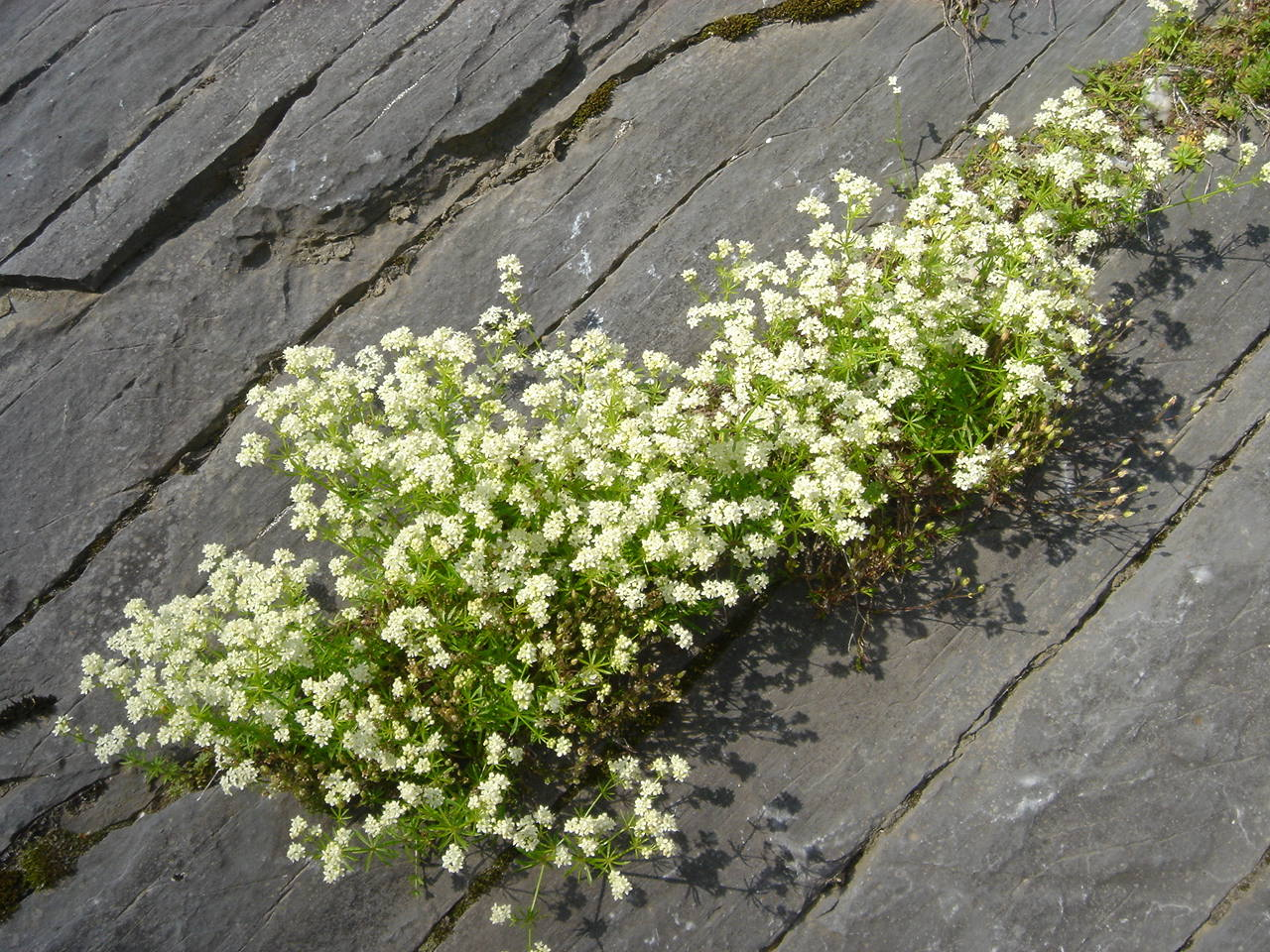
Habitus und Blüten von Galium cespitosum im Habitat

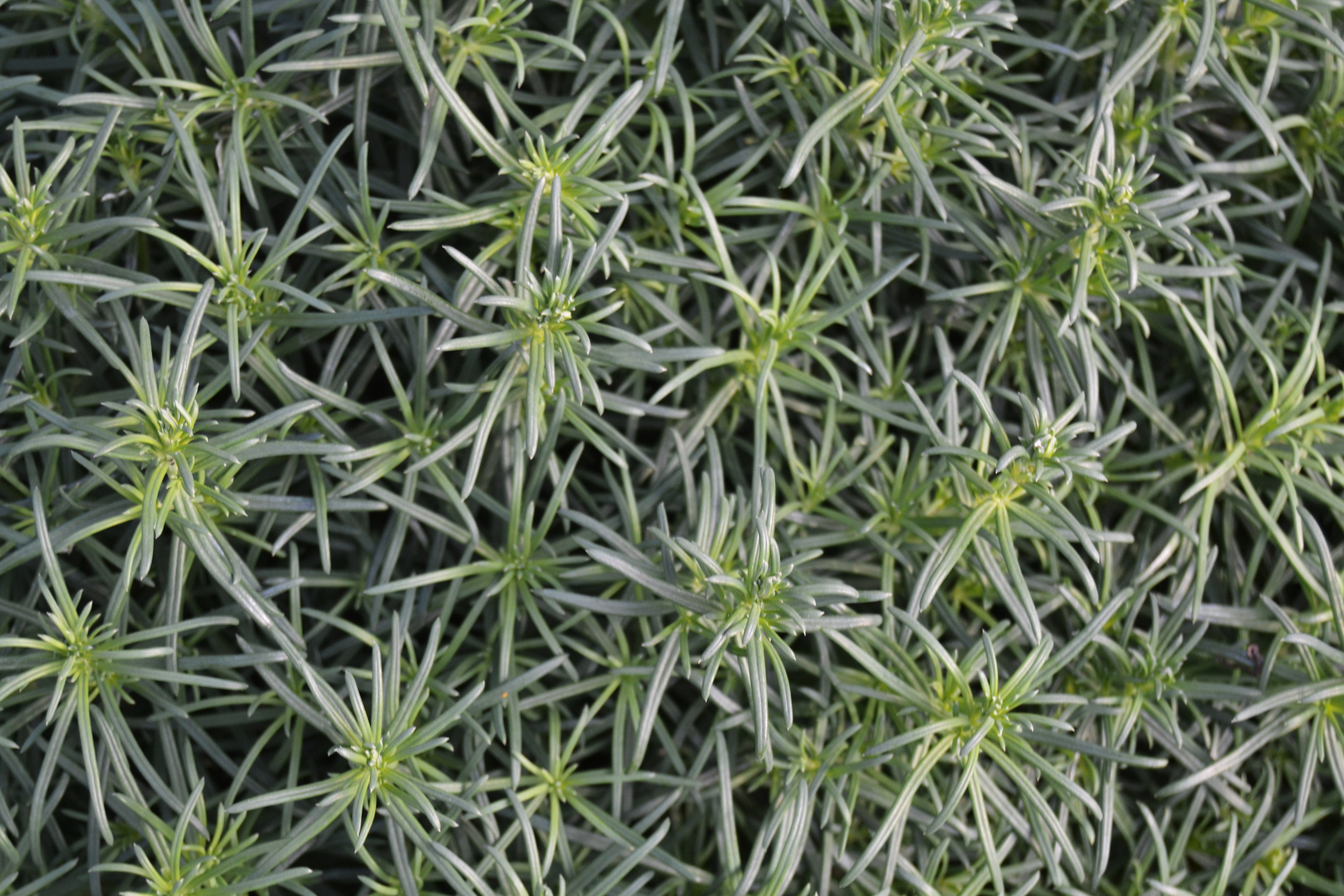
Habitus und Blätter von Galium friedrichii

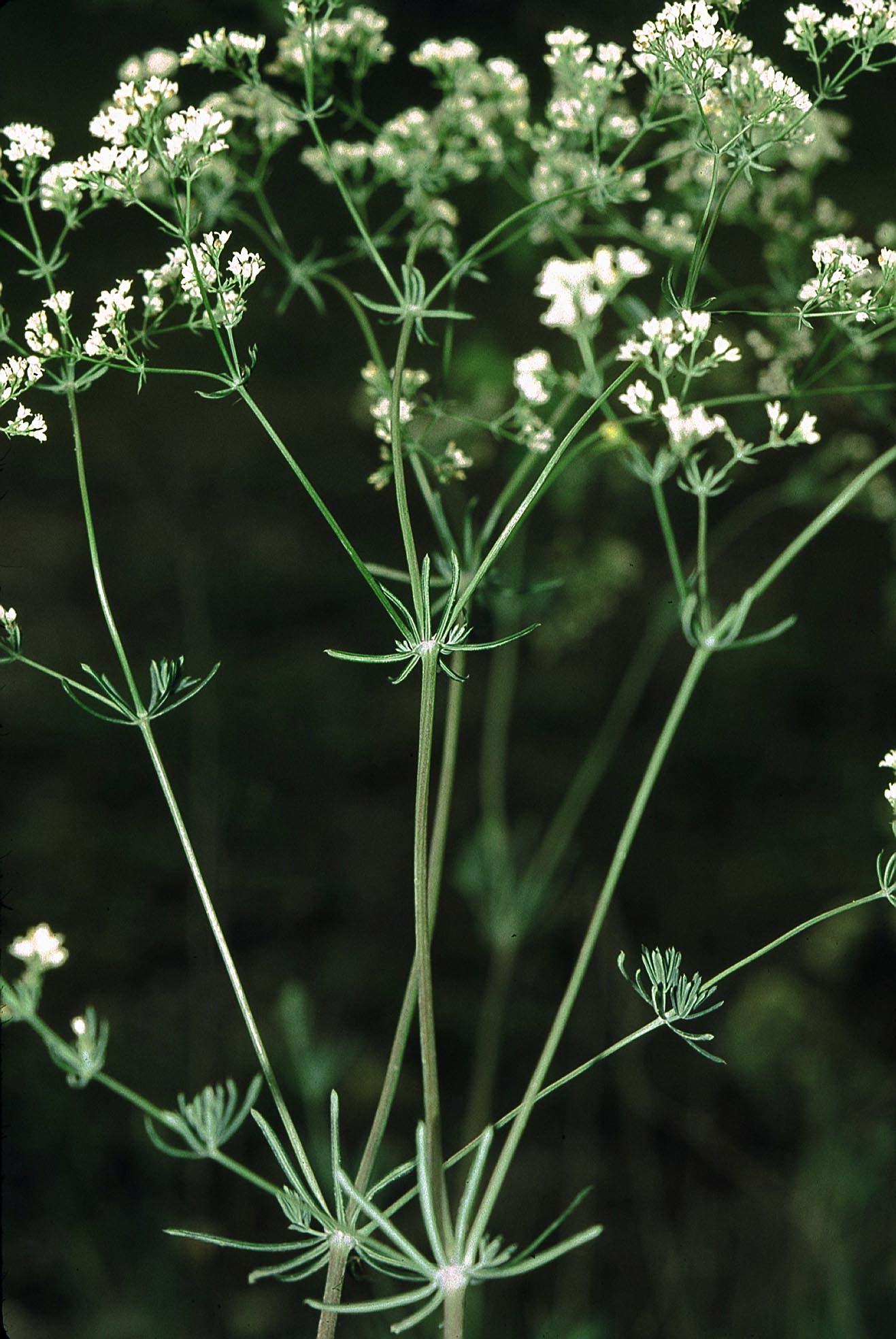
Blaugrünes Labkraut (Galium glaucum)

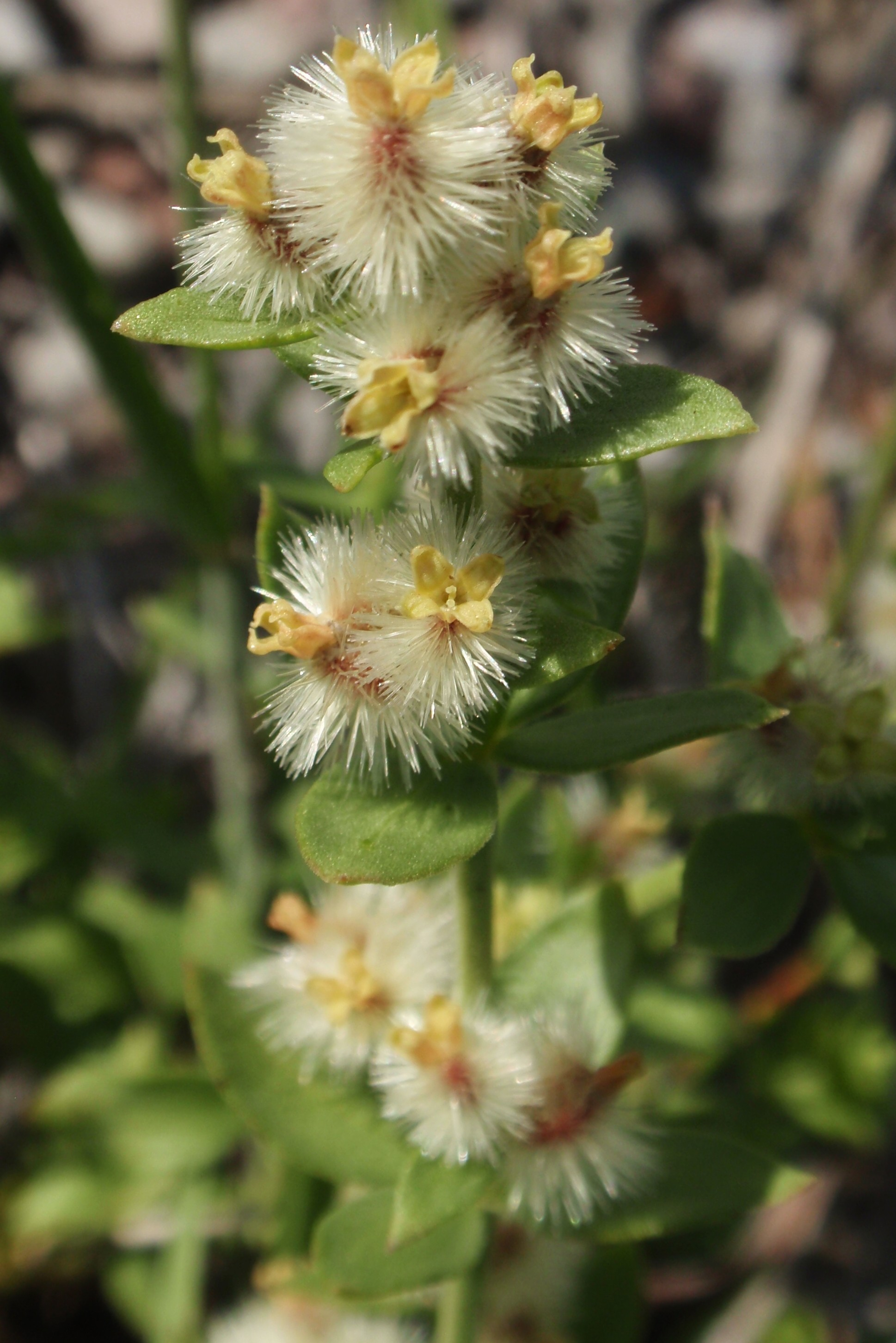
Galium grayanum

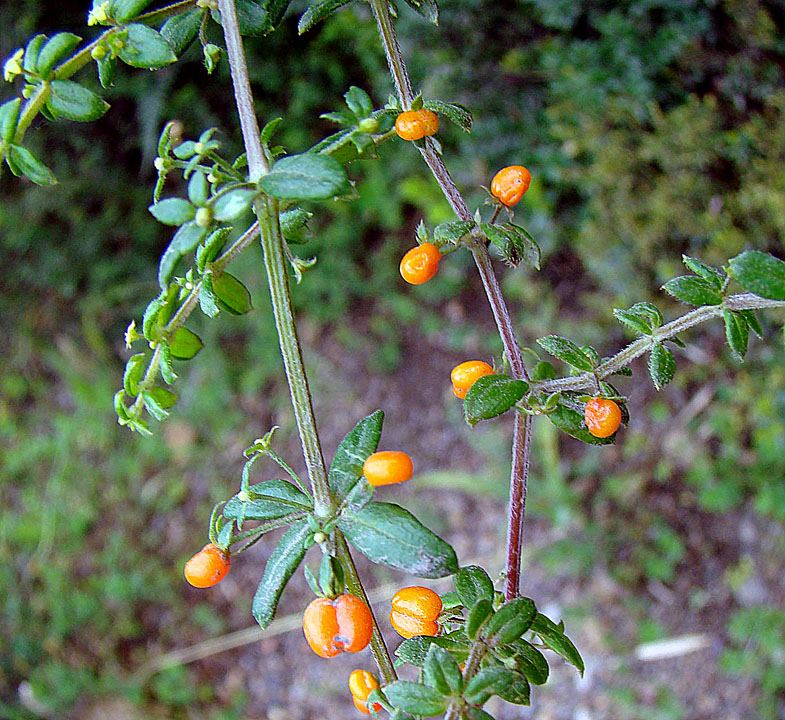
Galium hypocarpium

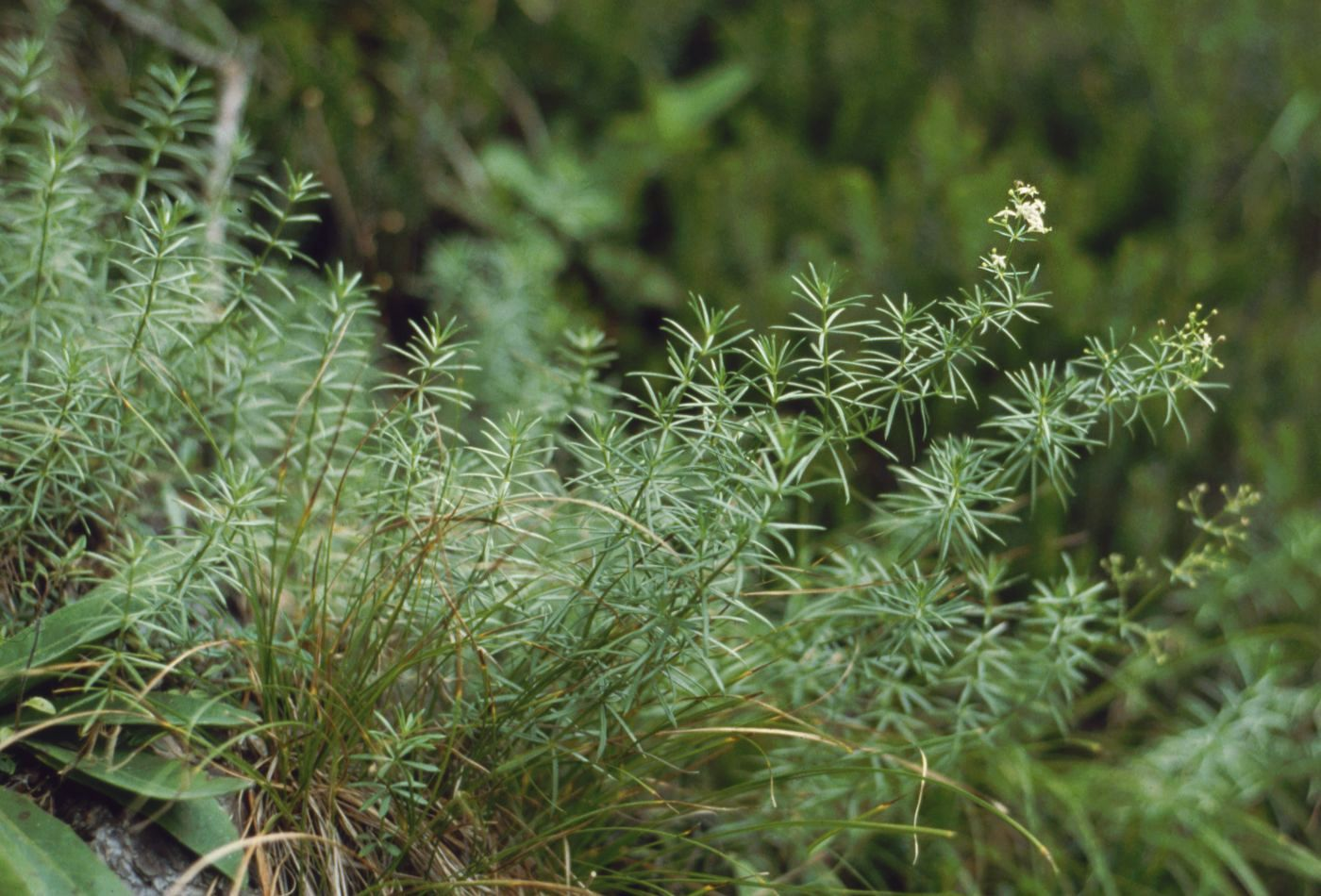
Glanz-Labkraut (Galium lucidum)

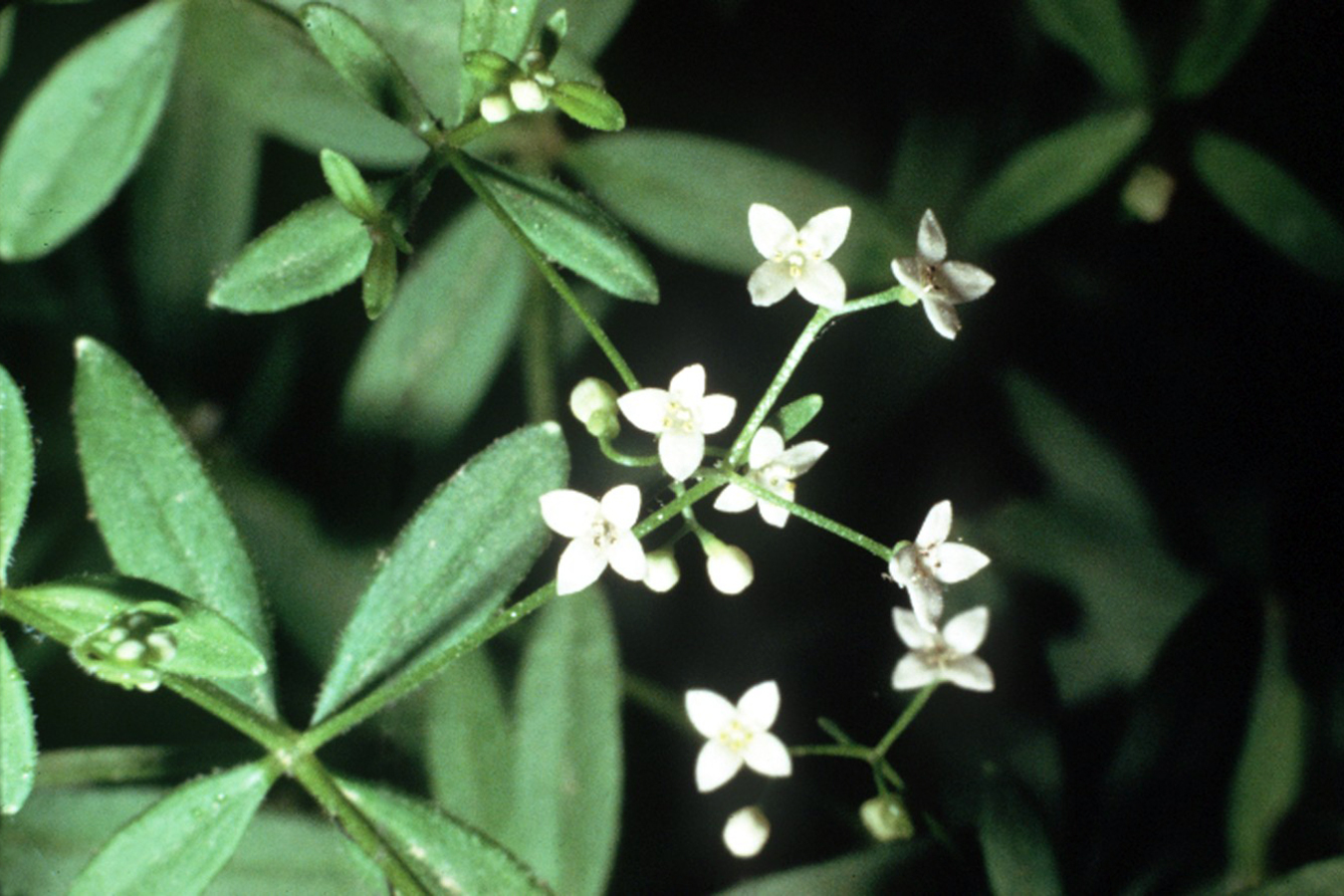
Galium obtusum

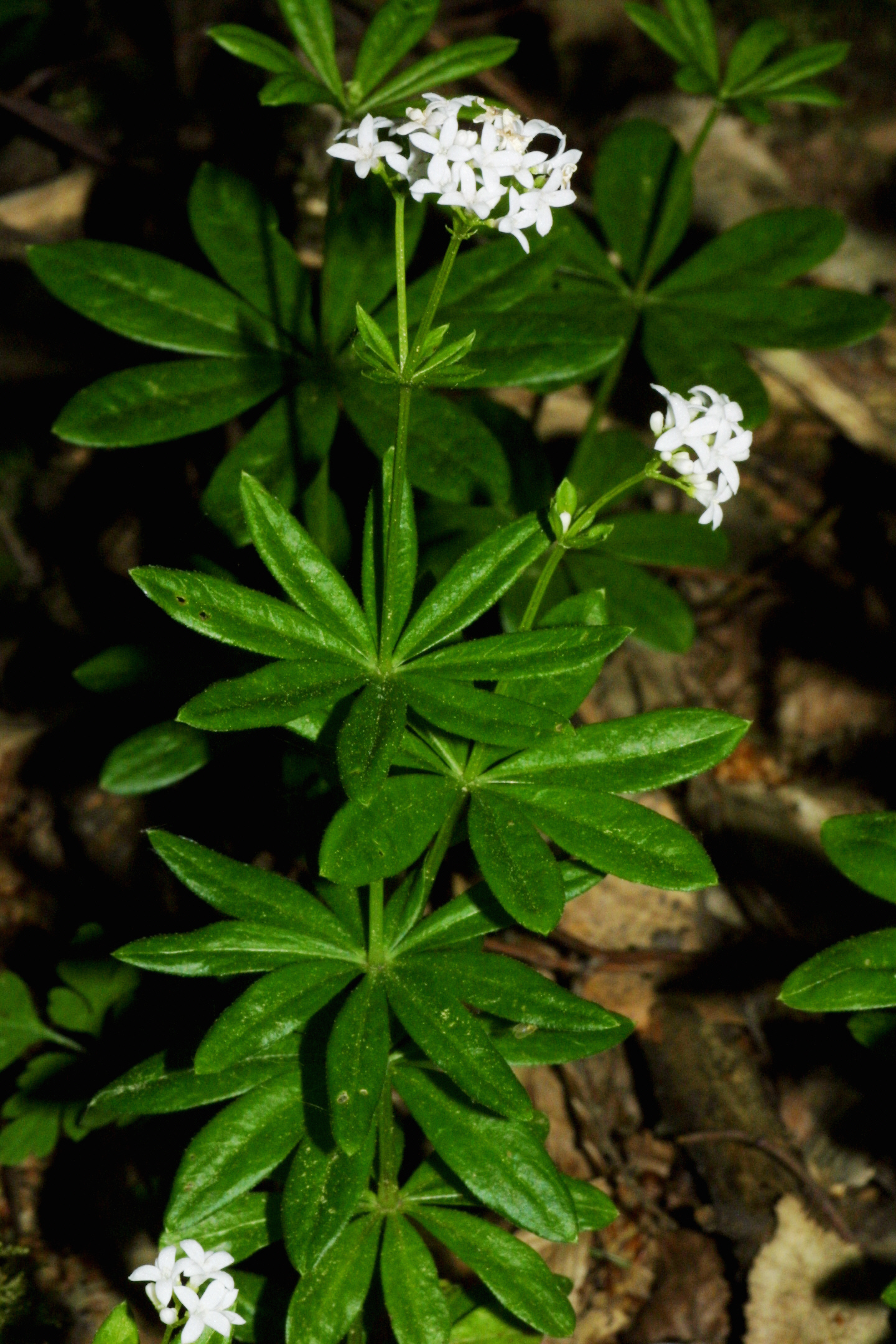
Waldmeister (Galium odoratum)

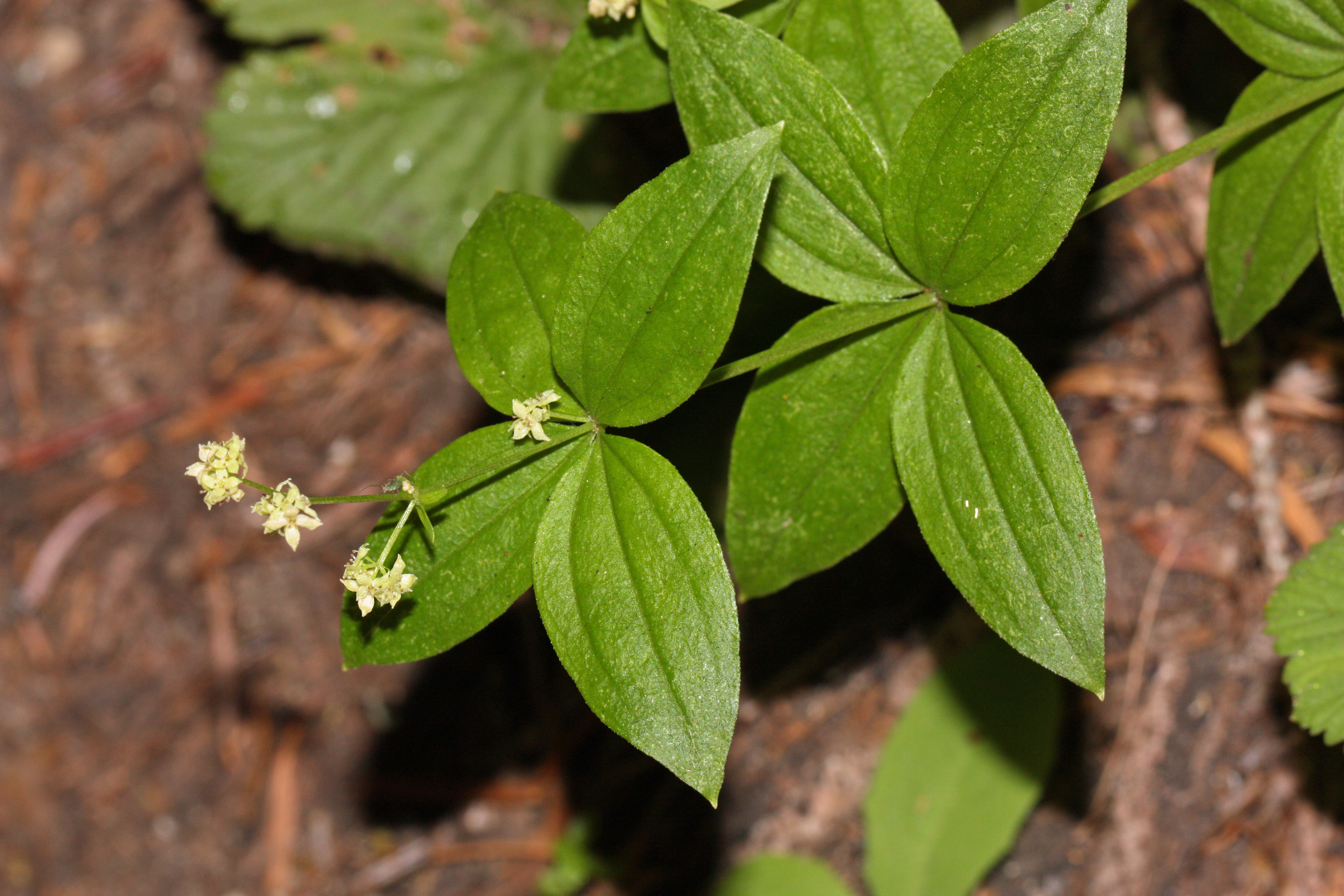
Blätter und Blütenstand von Galium oreganum

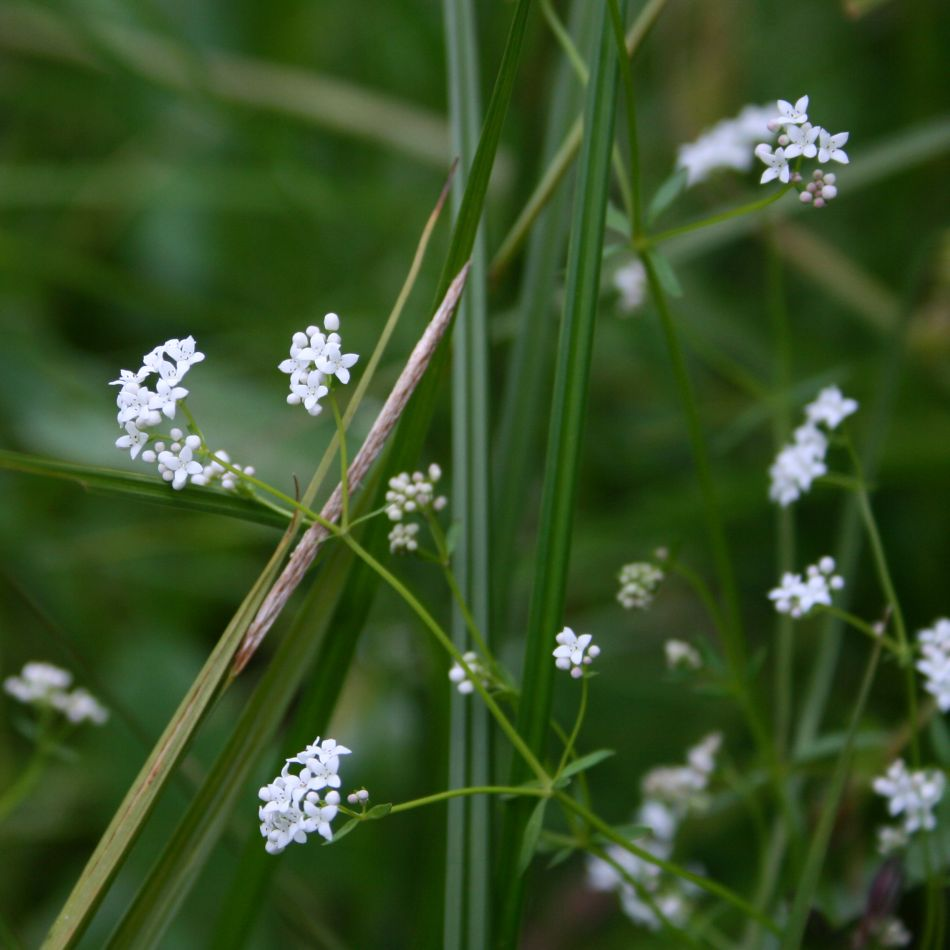
Sumpf-Labkraut (Galium palustre)

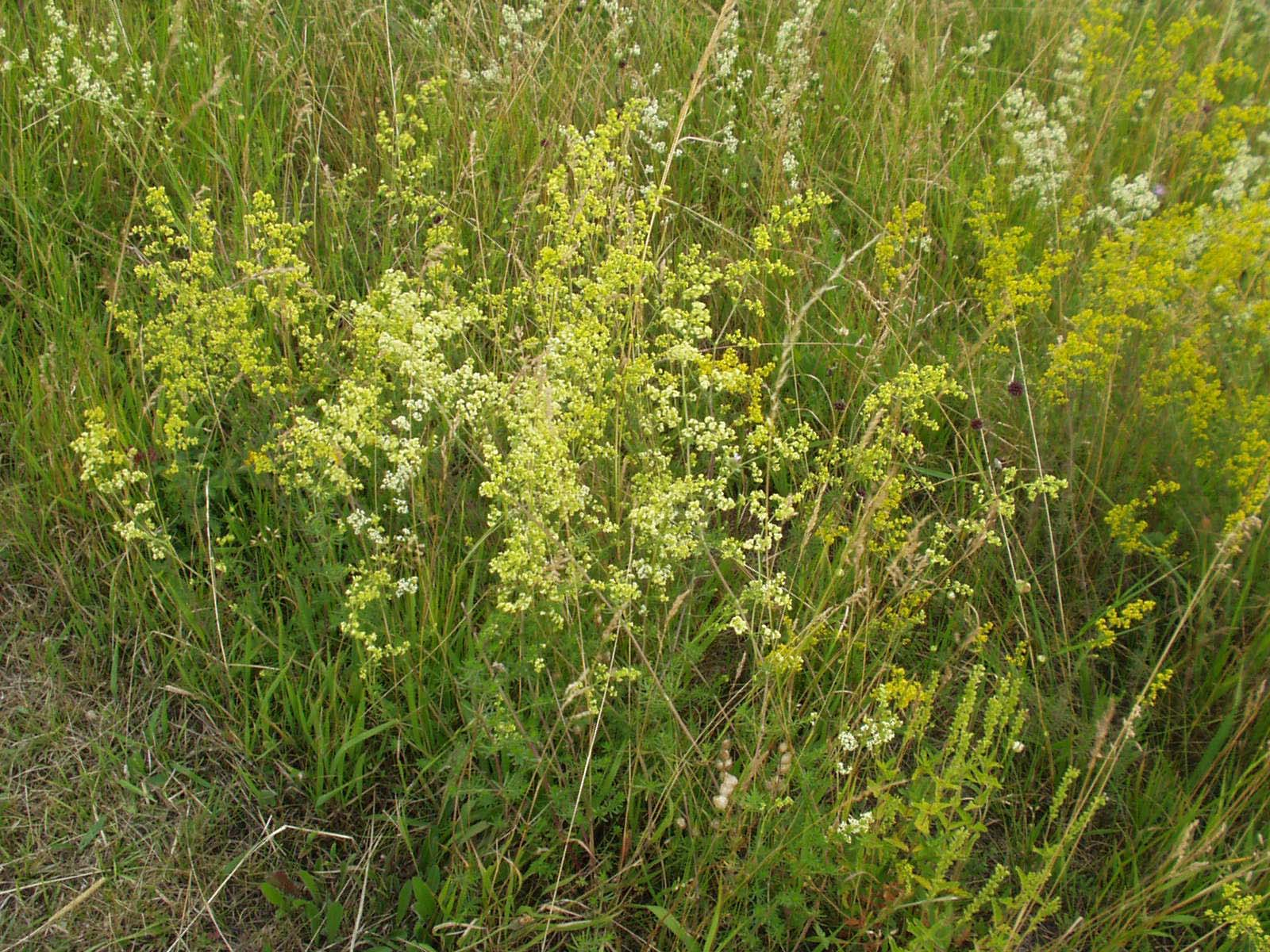
Weißgelb-Labkraut (Galium ×pomeranicum)

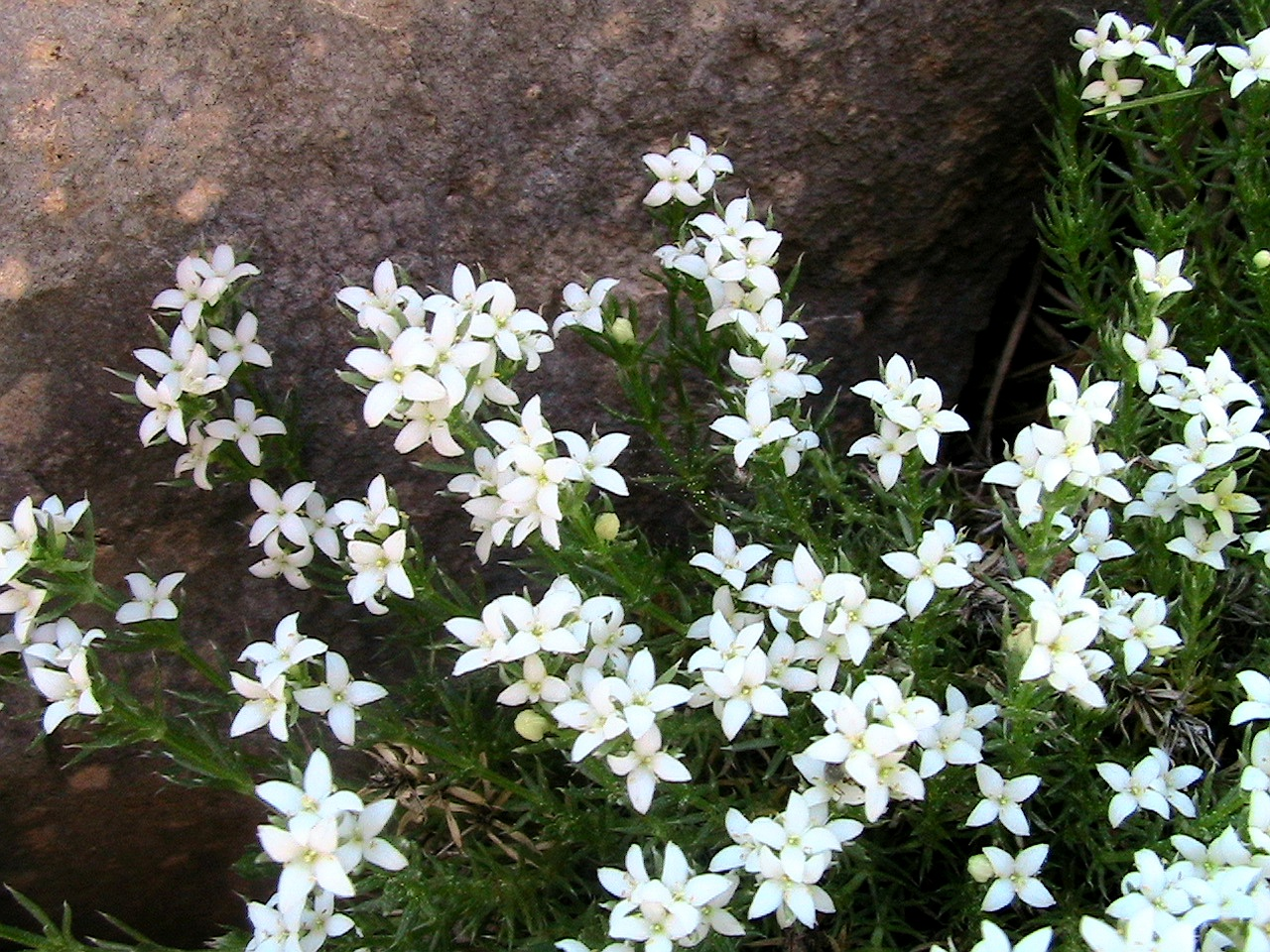
Vierzählige Blüten von Galium pyrenaicum

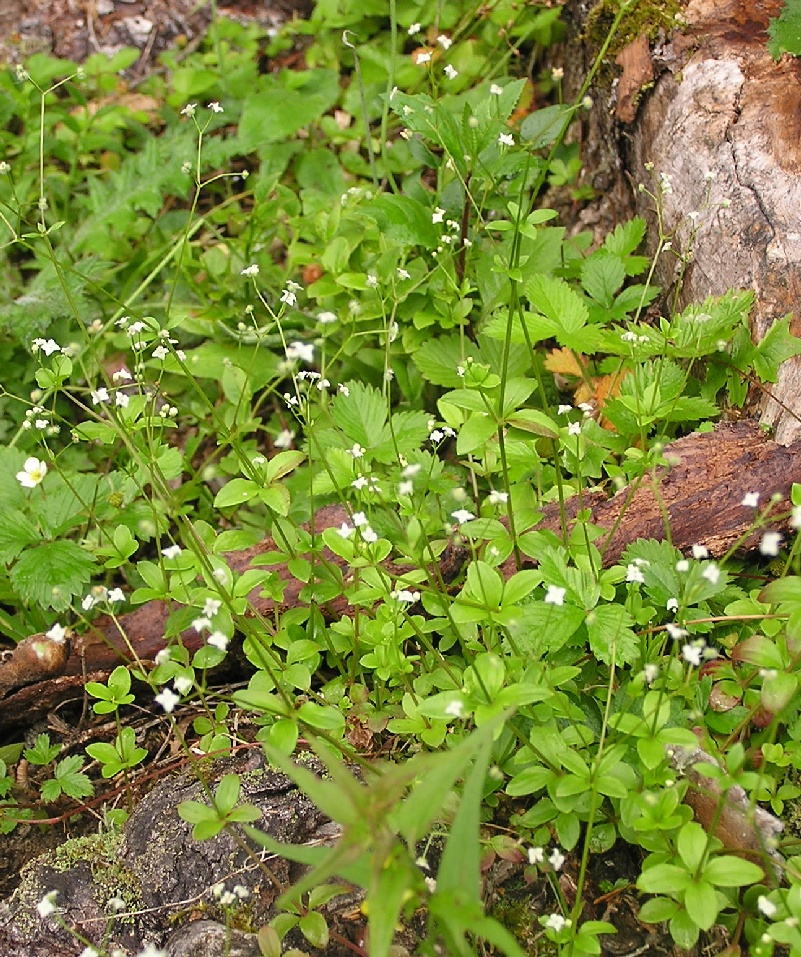
Rundblättriges Labkraut (Galium rotundifolium)

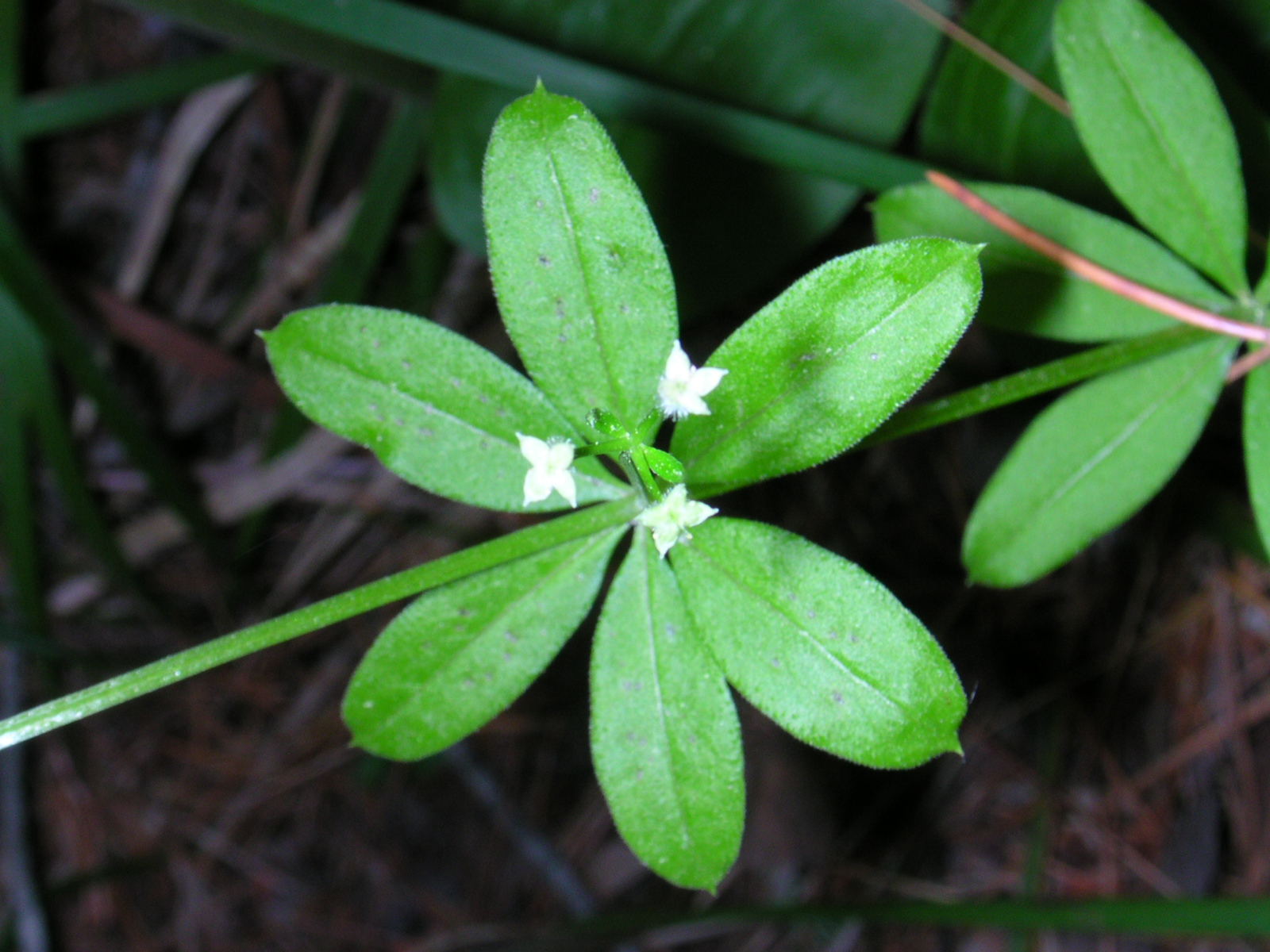
Dreiblütiges Labkraut (Galium rotundifolium) mit Blattwirtel und den für diese Art typischen drei Blüten

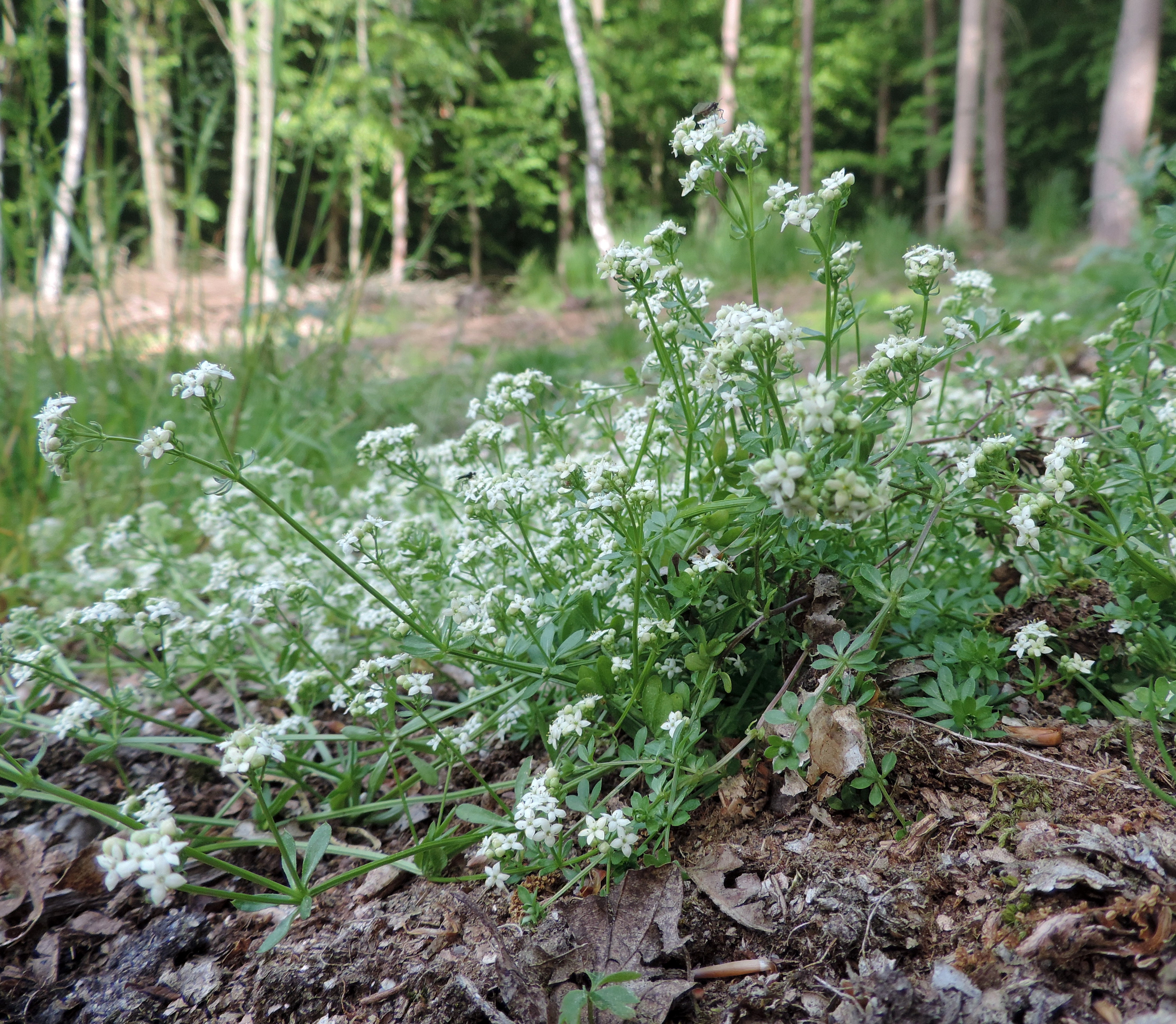
Harzer Labkraut (Galium saxatile)

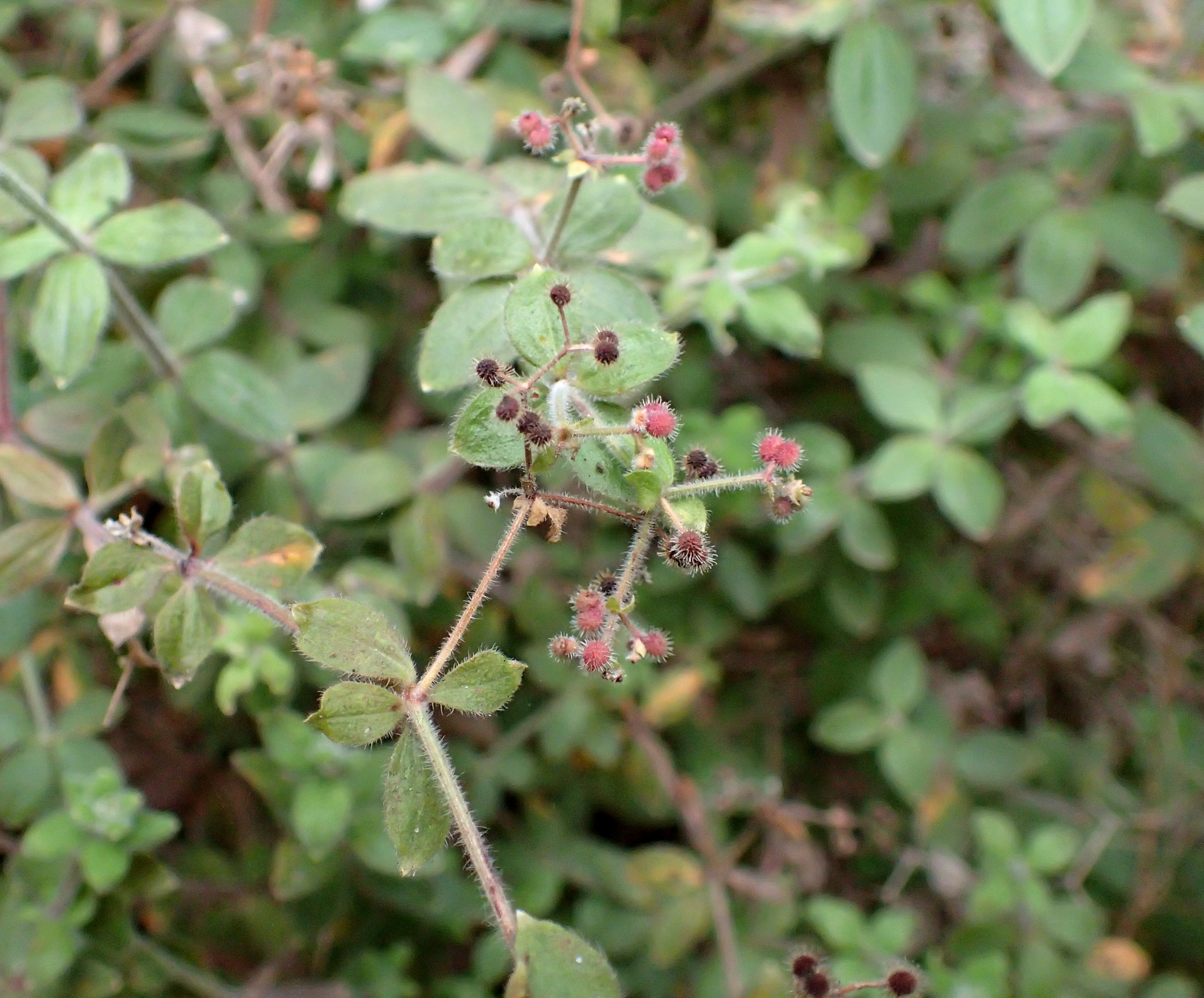
Galium scabrum

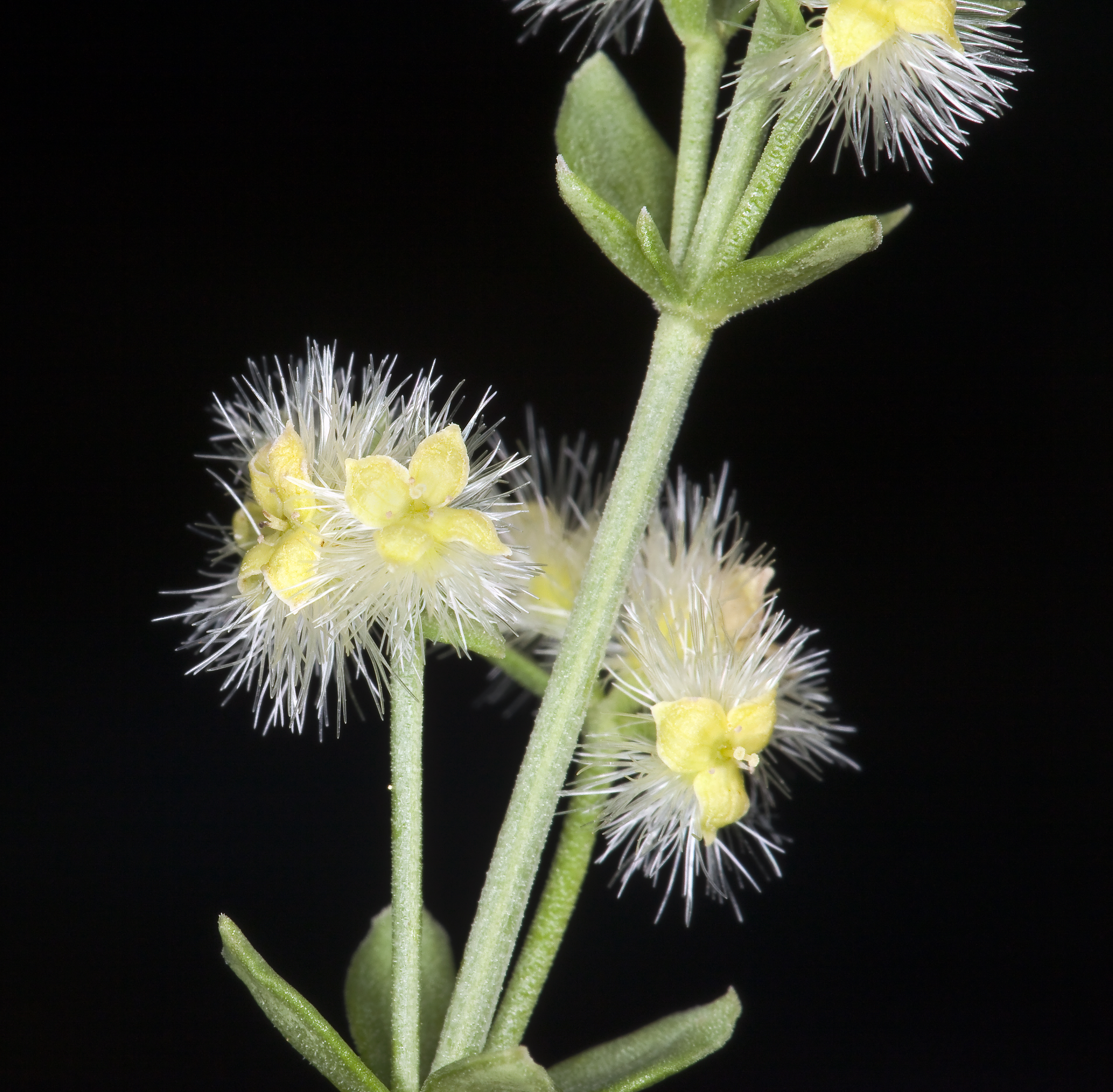
Galium serpenticum

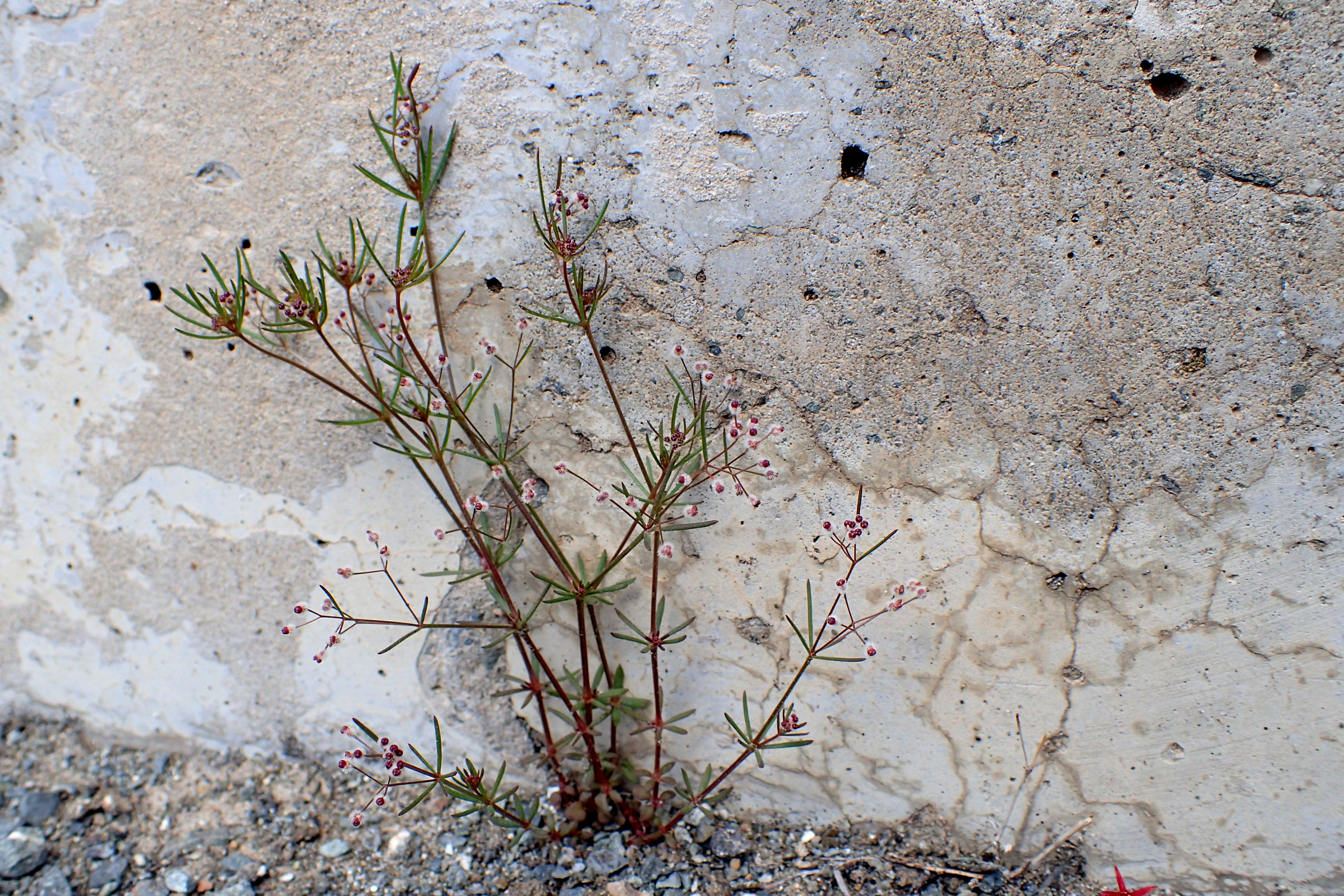
Galium setaceum

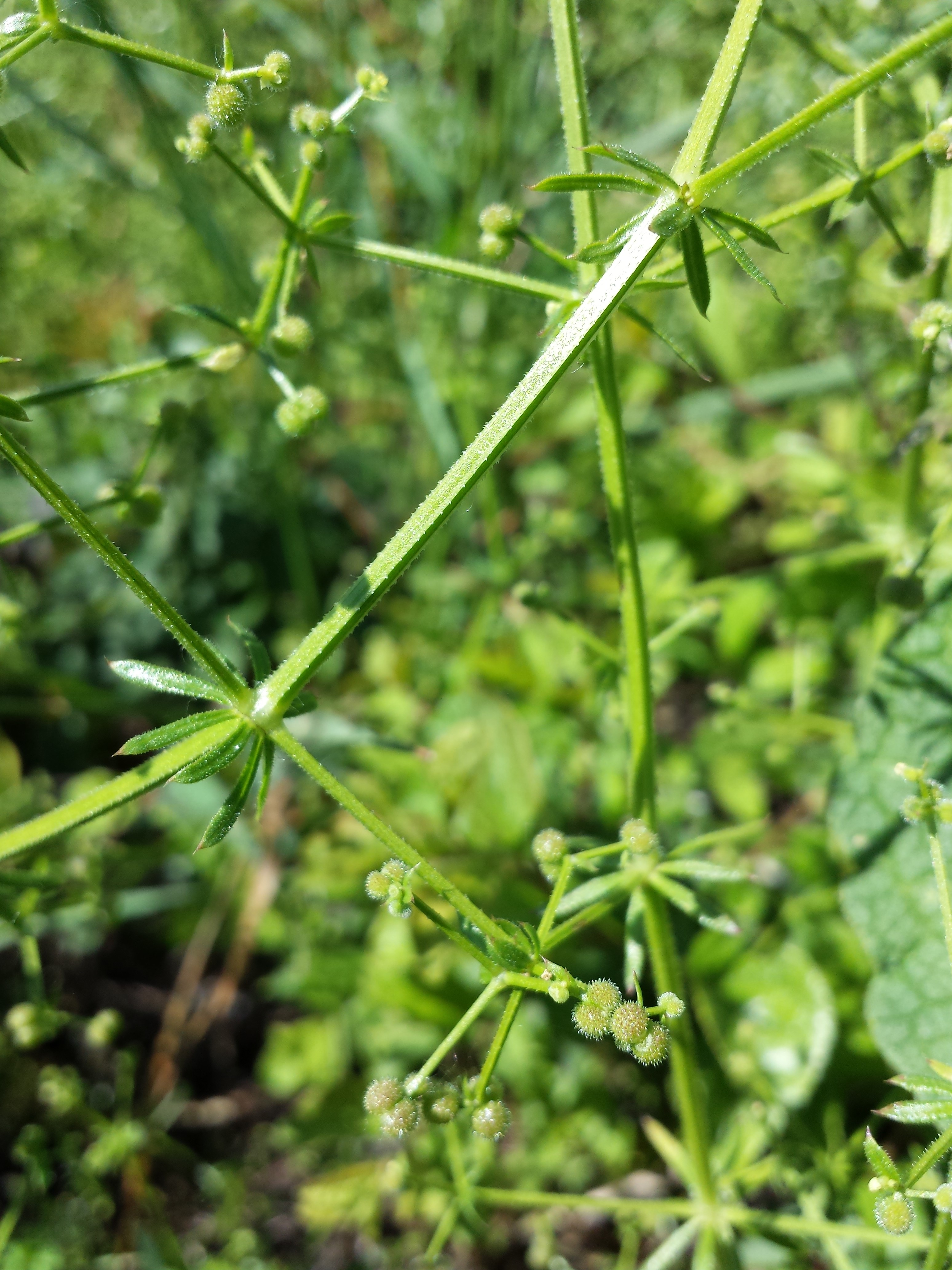
Kleinfrüchtiges Kletten-Labkraut (Galium spurium)

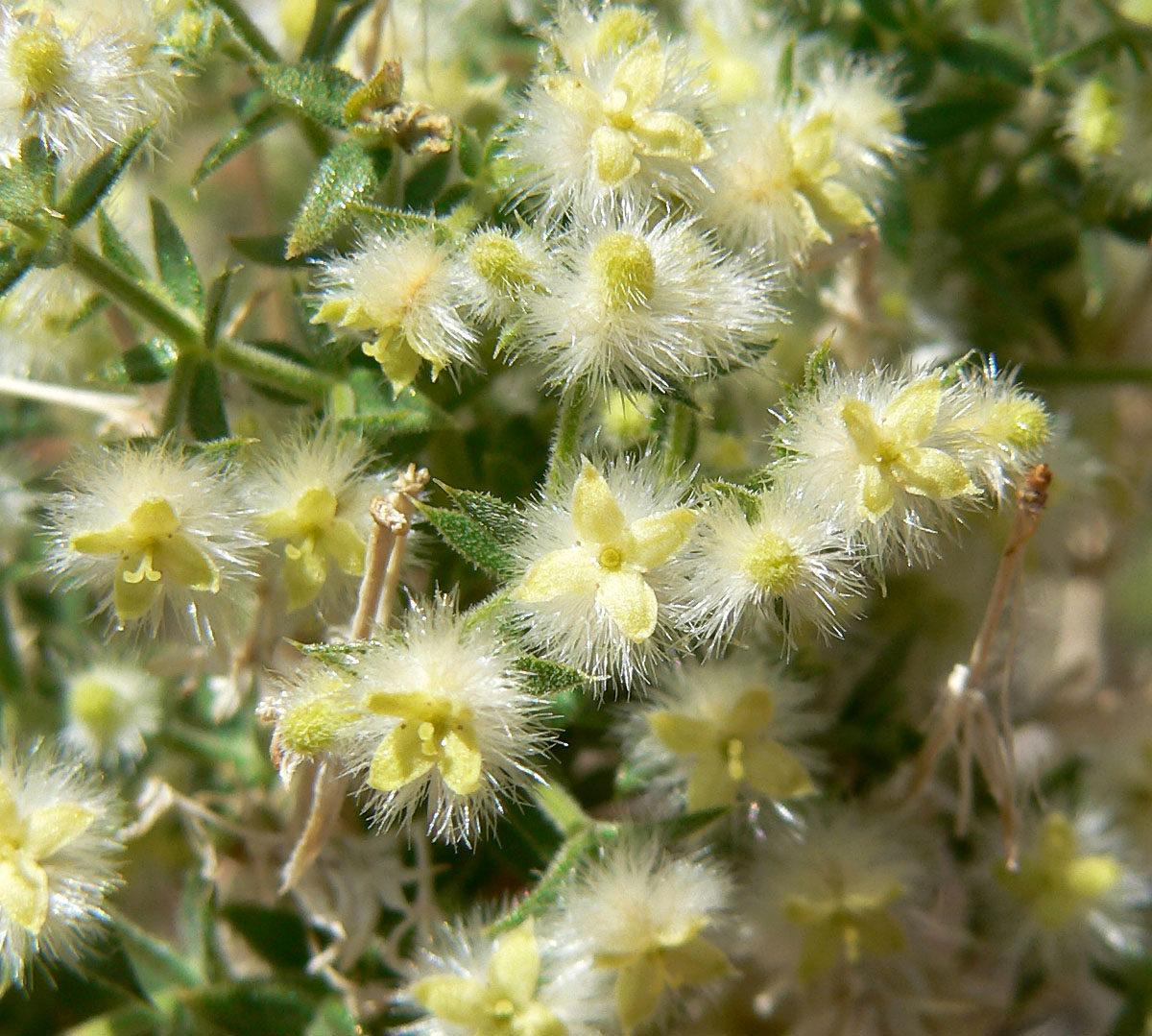
Vierzählige Blüten von Galium stellatum var. eremicum

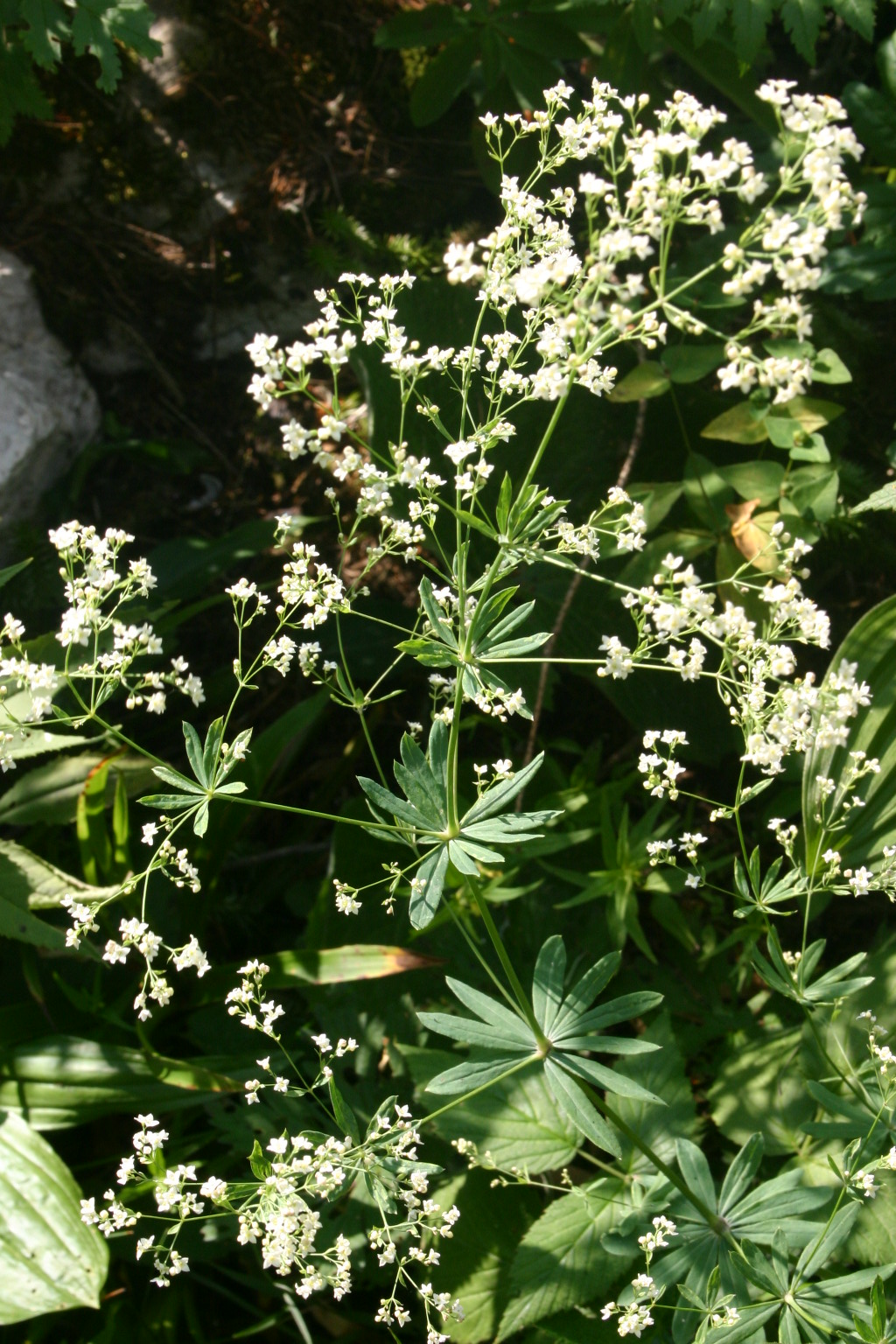
Habitus, Blätter und Blütenstand des Wald-Labkraut (Galium sylvaticum)

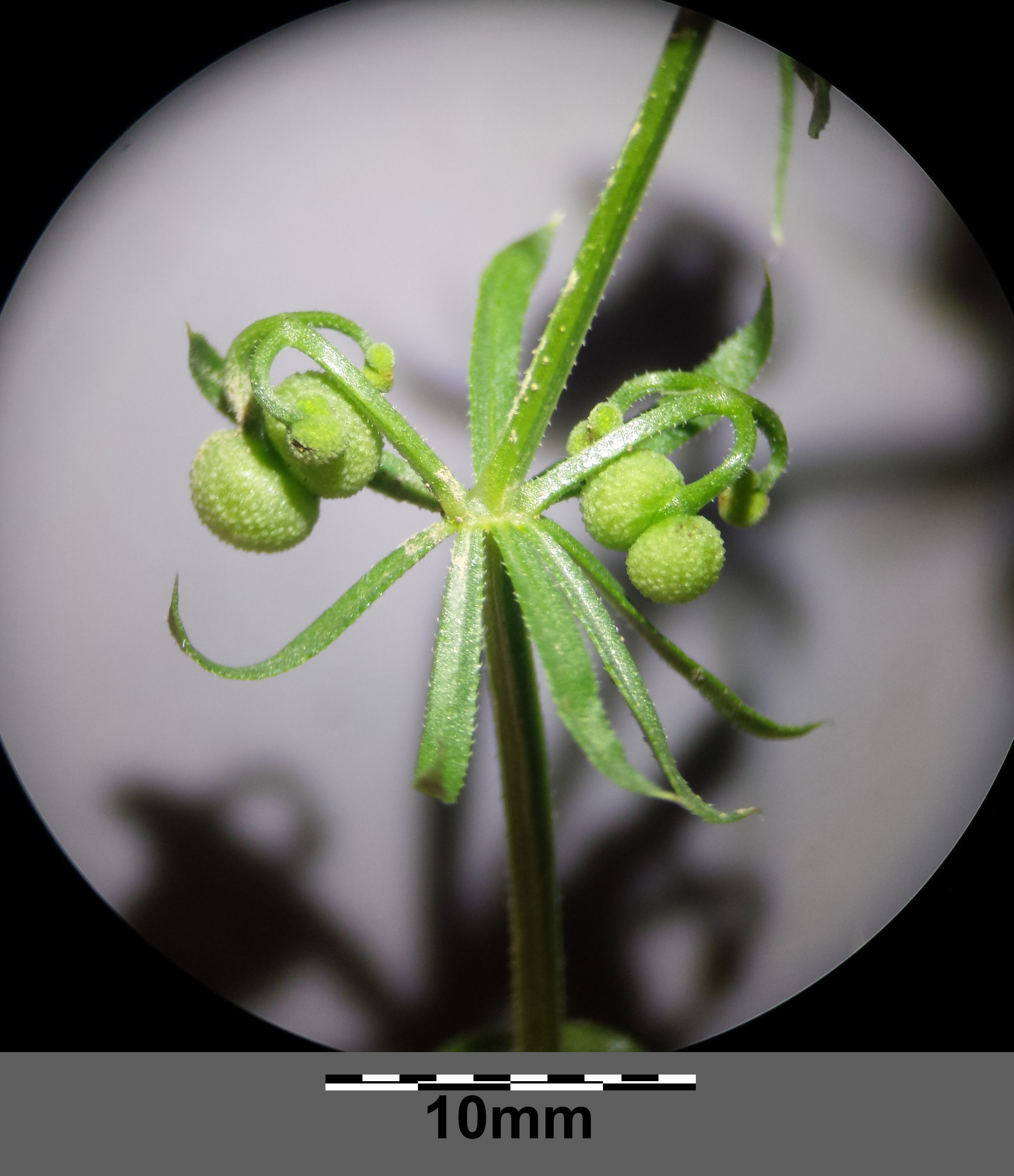
Dreihörniges Labkraut (Galium tricornutum)

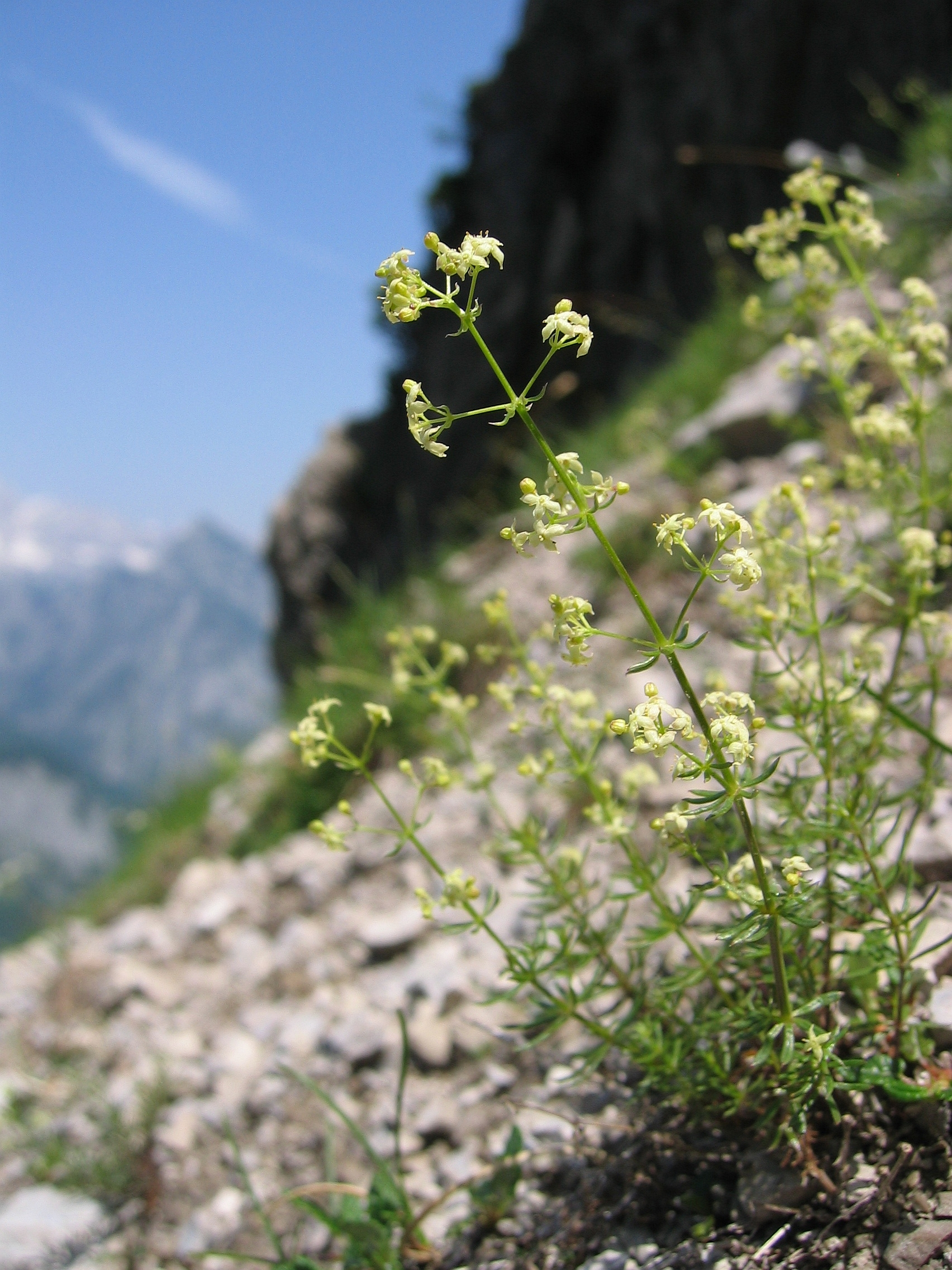
Habitus, Blätter und Blütenstand des Traunsee-Labkraut (Galium truniacum)

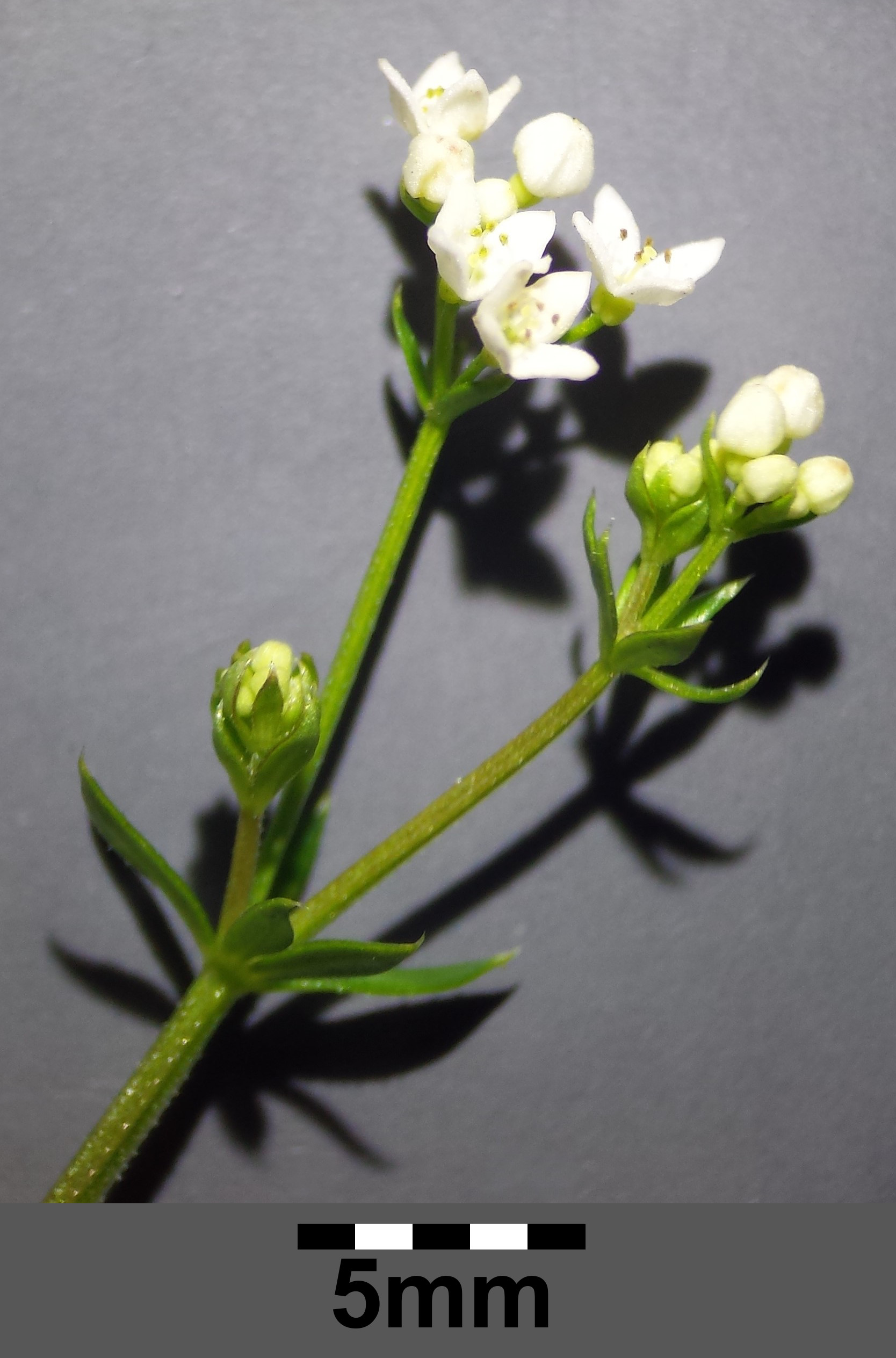
Moor-Labkraut (Galium uliginosum)

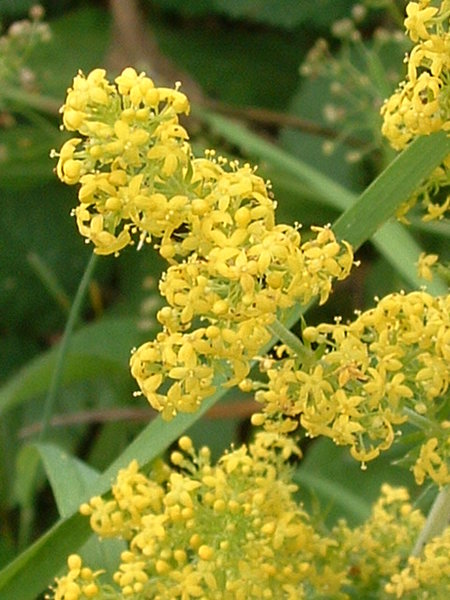
Echtes Labkraut (Galium verum)

Die Gattung Galium wurde 1753 durch Carl von Linné in Species Plantarum, 1, Seite 105. aufgestellt. Synonyme für Galium L. sind: Aparinanthus Fourr., Aparine Guett., Aparinella Fourr., Bataprine Nieuwl., Chlorostemma Fourr., Eyselia Neck., Galion St.-Lag., Gallion Pohl, Gallium Mill., Relbunium (Endl.) Hook. f., Trichogalium Fourr., Aspera Moench.
Die Gattung Galium gehört zur Subtribus Rubiinae der Tribus Rubieae in der Unterfamilie Rubioideae Verdc. innerhalb der Familie der Rötegewächse (Rubiaceae).
Die Gattung Galium ist fast weltweit verbreitet. Die Arten gedeihen hauptsächlich in meridionalen bis gemäßigten Zonen, aber auch in alpinen sowie arktischen Gebieten oder in subtropischen bis tropischen Zonen in größeren Höhenlagen. In China gibt es etwa 63 Arten, 23 davon nur dort. Beispielsweise Galium saxatile, Galium schultesii, Galium verum gelten in einigen Gebieten, beispielsweise Kalifornien, als invasive Pflanzen.
Die Gattung Galium wird in Sektionen gegliedert (Auswahl):
Galium Sektion Aparinoides
Galium Sektion Baccogalium
Galium Sektion Bataprine
Galium Sektion Depauperata
Galium Sektion Galium
Galium Sektion Hylaea (Griseb.) Ehrend.
Galium Sektion Jubogalium
Galium Sektion Kolgyda
Galium Sektion Leiogalium
Galium Sektion Leptogalium
Galium Sektion Lophogalium
Galium Sektion Miscellaneous
Galium Sektion Orientigalium
Galium Sektion Platygalium
Galium Sektion Relbunium
Galium Sektion Trachygalium

### Arten
Die Gattung Galium enthält über 600 Arten:
- Galium abaujense Borbás[3]
- Galium abruptorum Pomel[3]
- Galium absurdum Krendl[3]
- Galium achurense Grossh.[3]
- Galium acrophyum Hochst. ex Chiov.[3]
- Galium acuminatum Ball[3]
- Galium acutum Edgew.[3]
- Galium adhaerens Boiss. & Balansa[3]
- Galium advenum Krendl[3]
- Galium aegeum (Stoj. & Kitam.) Ancev[3]
- Galium aetnicum Biv.[3]
- Galium afropusillum Ehrend.[3]
- Galium agrophilum Krendl[3]
- Galium aladaghense Parolly[3]
- Galium ×albertii Rouy: Diese Hybride aus Galium boreale × Galium verum kommt nur in Frankreich vor.[3]
- Galium albescens Hook. f.[3]
- Weißes Labkraut (Galium album Mill.): Es gibt fünf Unterarten:[3]
  - Galium album Mill. subsp. album: Sie kommt von Europa bis ins westliche Sibirien und von Nordafrika bis zum Sudan vor.[6]
  - Galium album subsp. amani Ehrend. & Schönb.-Tem.: Sie kommt von der südlichen Türkei bis zum Libanon vor.[3]
  - Galium album subsp. prusense (K.Koch) Ehrend. & Krendl: Sie kommt von der nördlichen Türkei bis Transkaukasien, auf der Balkanhalbinsel und auf der Krim vor.[6]
  - Galium album subsp. pycnotrichum (Haw. ex Schult. & Schult. f.) Krendl: Sie kommt von Osteuropa bis zur westlichen Türkei vor.[6]
  - Galium album subsp. suberectum (Klokov) Michalk.: Sie gedeiht in den östlichen Karpaten.[3]
- Galium amatymbicum Eckl. & Zeyh.[3]
- Galium amblyophyllum Schrenk[3]
- Galium amorginum Halácsy[3]
- Galium andrewsii A.Gray[3]
- Galium andringitrense Homolle ex Puff[3]
- Galium anfractum Sommier & Levier[3]
- Galium anguineum Ehrend. & Schönb.-Tem.[3]
- Galium angulosum A.Gray[3]
- Galium angustifolium Nutt.[3]
- Galium angustissimum (Hausskn. ex Bornm.) Ehrend.[3]
- Ungleichblättriges Labkraut oder Alpen-Labkraut (Galium anisophyllon Vill.)[3][6]
- Galium ankaratrense Homolle ex Puff[3]
- Galium antarcticum Hook. f.[3]
- Galium antitauricum Ehrend.[3]
- Galium antuneziae Dempster[3]
- Kletten-Labkraut, auch Klebriges Labkraut (Galium aparine L.)[3][6]
- Galium aparinoides Forssk.[3]
- Galium aragonesii Sennen[3]
- Galium araucanum Phil.[3]
- Galium arenarium Loisel.[3]
- Galium arequipicum Dempster[3]
- Galium aretioides Boiss.[3]
- Galium argense Dempster & Ehrend.[3]
- Grannen-Labkraut (Galium aristatum L.)[3][6]
- Galium arkansanum A.Gray[3]
- Galium armenum Schanzer[3]
- Galium ascendens Willd. ex Spreng.[3]
- Galium aschenbornii Schauer[3]
- Galium asparagifolium Boiss. & Heldr.[3]
- Galium asperifolium Wall.[3]
- Galium asperuloides Edgew.[3]
- Galium asprellum Michx.[3]
- Galium atherodes Spreng.[3]
- Galium atlanticum Pomel[3]
- Galium aucheri Boiss.[3]
- Galium auratum Klokov[3]
- Galium australe DC.[3]
- Österreichisches Labkraut (Galium austriacum Jacq.)[3][6]
- Galium avascense Krendl[3]
- Galium azerbayjanicum Ehrend. & Schönb.-Tem.[3]
- Galium azuayicum Dempster[3]
- Galium babadaghense Yıld.[3]
- Galium baeticum (Rouy) Ehrend. & Krendl[3]
- Galium baghlanense Ehrend. & Schönb.-Tem.[3]
- Galium baillonii Brandza[3]
- Galium baldense Spreng.[3]
- Galium baldensiforme Hand.-Mazz.: Sie gedeiht in Höhenlagen von 2800 bis 4300 Metern in den chinesischen Provinzen Qinghai, Sichuan, Yunnan (nur in Lijiang) und in Tibet.[2]
- Galium balearicum Briq.[3]
- Galium ×barcinonense Sennen (= Galium lucidum × Galium maritimum): Sie kommt nur in Spanien vor.[3]
- Galium basalticum Ehrend. & Schönb.-Tem.[3]
- Galium baytopianum Ehrend. & Schönb.-Tem.[3]
- Galium beckhausianum G.H.Loos[3]
- Galium belizianum Ortega Oliv., Devesa & Rodr.Riaño[3]
- Galium bellatulum Klokov[3]
- Galium bermudense L.[3]
- Galium bifolium S.Watson[3]
- Galium bigeminum Griseb.[3]
- Galium binifolium N.A.Wakef.[3]
- Galium blinii H.Lév.: Sie gedeiht in Höhenlagen von 800 bis 3000 Metern in den chinesischen Provinzen Guizhou, Hubei, Shaanxi, Sichuan, Yunnan und in Tibet.[2]
- Galium boissierianum (Steud.) Ehrend. & Krendl[3]
- Galium bolanderi A.Gray[3]
- Nordisches Labkraut (Galium boreale L.)[3][6]
- Galium boreoaethiopicum Puff[3]
- Galium bornmuelleri Hausskn. ex Bornm.[3]
- Galium bourgaeanum Coss. ex Batt.[3]
- Galium boyacanum Dempster[3]
- Galium brachyphyllum Schult.[3]
- Galium bracteatum Boiss.[3]
- Galium bredasdorpense Puff[3]
- Galium brenanii Ehrend. & Verdc.[3]
- Galium brevifolium Sm.[3]
- Galium breviramosum Krendl[3]
- Galium brockmannii Briq.[3]
- Galium broterianum Boiss. & Reut.[3]
- Galium brunneum Munby[3]
- Galium bryoides Merr. & L.M.Perry[3]
- Galium buchtienii Dempster[3]
- Galium ×buekkense Hulják (= Galium abaujense × Galium vernum): Sie kommt nur in Ungarn vor.[3]
- Galium bullatum Lipsky[3]
- Galium bulliforme I.Thomps.[3]
- Galium bungei Steud.[3]
- Galium bungoniense I.Thomps.[3]
- Galium buschiorum Mikheev[3]
- Galium bussei K.Schum. & K.Krause[3]
- Galium buxifolium Greene[3]
- Galium cajamarcense Dempster[3]
- Galium californicum Hook. & Arn.[3]
- Galium caminianum Schult.[3]
- Galium campanelliferum Ehrend. & Schönb.-Tem.[3]
- Galium campylotrichum Nazim. & Ehrend.[3]
- Galium canescens Kunth[3]
- Galium cankiriense Yıld.[3]
- Galium canum Req. ex DC.: Es gibt seit 2010 vier Unterarten:[3]
  - Galium canum subsp. antalyense Ehrend.: Sie kommt in der südlichen Türkei vor.[3]
  - Galium canum Req. ex DC. subsp. canum: Sie kommt von der Türkei bis ins westliche Syrien, in Zypern, in Saudi-Arabien und im nördlichen Ägypten vor.[3]
  - Galium canum subsp. ovatum Ehrend.: Sie kommt von Kreta bis zur südwestlichen Türkei und in Israel vor.[3]
  - Galium canum subsp. ulukislaense Yıld.: Sie wurde 2010 aus der Türkei erstbeschrieben.[3]
- Galium capense Thunb.:  Es gibt drei Unterarten.[3]
- Galium capitatum Bory & Chaub.[3]
- Galium cappadocicum Boiss.[3]
- Galium caprarium Natali[3]
- Galium capreum Krendl[3]
- Galium carmenicola Dempster[3]
- Galium ×carmineum Beauverd (= Galium anisophyllon × Galium pumilum × Galium rubrum): Sie kommt nur in den Südalpen vor.[3]
- Galium carterae Dempster[3]
- Galium caspicum Steven[3]
- Galium cassium Boiss.[3]
- Galium catalinense A.Gray[3]
- Galium ×centroniae Cariot (= Galium pumilum × Galium rubrum): Sie kommt in den Alpen vor.[3]
- Galium ceratoamanianum Ehrend.[3]
- Galium ceratocarpon Boiss.[3]
- Galium ceratophylloides Hook. f.[3]
- Galium ceratopodum Boiss.[3]
- Galium cespitosum Lam.[3]
- Galium chaetopodum Rech. f.[3]
- Galium chekiangense Ehrend.: Sie gedeiht in tiefergelegenen Bergwäldern in Höhenlagen von etwa 1400 Metern in den chinesischen Provinzen Fujian sowie Zhejiang.[2]
- Galium chloroionanthum K.Schum.[3]
- Galium chloroleucum Fisch. & C.A.Mey.[3]
- Galium ciliare Hook. f.[3]
- Galium cilicicum Boiss.[3]
- Galium cinereum All.[3]
- Galium circae Krendl[3]
- Galium circaezans Michx.[3]
- Galium clausonis Pomel[3]
- Galium clementis Eastw.[3]
- Galium cliftonsmithii (Dempster) Dempster & Stebbins[3]
- Galium collomiae J.T.Howell[3]
- Galium coloradoense W.Wight[3]
- Galium comberi Dempster[3]
- Galium cometerhizon Lapeyr.[3]
- Galium compactum Ehrend. & McGill.[3]
- Galium concatenatum Coss.[3]
- Galium concinnum Torr. & A.Gray[3]
- Galium confertum Royle ex Hook. f.[3]
- Galium conforme Krendl[3]
- Galium consanguineum Boiss.[3]
- Galium coriaceum Bunge[3]
- Galium cornigerum Boiss. & Hausskn.[3]
- Galium coronadoense Dempster[3]
- Galium correllii Dempster[3]
- Galium corsicum Spreng.[3]
- Galium corymbosum Ruiz & Pav.[3]
- Galium cossonianum Jafri[3]
- Galium cotinoides Cham. & Schltdl.[3]
- Galium cracoviense Ehrend.[3]
- Galium crassifolium W.C.Chen: Dieser Endemit gedeiht in Tälern an offenen Standorten in Höhenlagen von etwa 800 Metern nur in Zhenba in Shanxi.[2]
- Galium craticulatum R.R.Mill[3]
- Galium crespianum Rodr.[3]
- Galium cryptanthum Hemsl.[3]
- Galium curvihirtum Ehrend. & McGill.[3]
- Galium cuspidulatum Miq.[3]
- Galium cyllenium Boiss. & Heldr.[3]
- Galium czerepanovii Pobed.[3]
- Galium dahuricum Turcz. ex Ledeb.[3]
- Galium davisii Ehrend.[3]
- Galium debile Desv.[3]
- Galium decorum Krendl[3]
- Galium decumbens (Ehrend.) Ehrend. & Schönb.-Tem.[3]
- Galium degenii Bald. ex Degen[3]
- Galium deistelii K.Krause[3]
- Galium delicatulum Boiss. & Hohen.[3]
- Galium demissum Boiss.[3]
- Galium dempsterae B.L.Turner[3]
- Galium densum Hook. f.[3]
- Galium denticulatum Bartl. ex DC.[3]
- Galium desereticum Dempster & Ehrend.[3]
- Galium diabolense Dempster[3]
- Galium dieckii Bornm.[3]
- Galium diffusoramosum Dempster & Ehrend.[3]
- Galium ×digeneum A.Kern. (= Galium sylvaticum × Galium verum): Sie kommt in Europa vor.[3]
- Galium diphyllum (K.Schum.) Dempster[3]
- Galium diploprion Boiss. & Hohen.[3]
- Sparriges Labkraut (Galium divaricatum Pourr. ex Lam.)[3][6]
- Galium domingense Iltis[3]
- Galium dumosum Boiss.[3]
- Galium duthiei R.Bhattacharjee[3]
- Galium echinocarpum Hayata: Sie gedeiht in Bergwaldregionen auf grasbestandenen Standorten entlang von Entwässerungsgräben in Höhenlagen von 900 bis 3500 Metern nur in Taiwan.[2]
- Galium ecuadoricum Dempster[3]
- Galium ×effulgens Beck (= Galium lucidum × Galium verum): Sie kommt in Europa vor.[3]
- Galium ehrenbergii Boiss.[3]
- Galium elbursense Bornm. & Gauba[3]
- Galium elegans Wall. ex Roxb.[3]
- Hohes Labkraut (Galium elongatum C.Presl)[3][6]
- Galium emeryense Dempster & Ehrend.[3]
- Galium ephedroides Willk.[3]
- Galium equisetoides (Cham. & Schltdl.) Standl.[3]
- Galium ericoides Lam.[3]
- Galium eriocarpum Bartl. ex DC.[3]
- Galium eruptivum Krendl[3]
- Galium erythrorrhizon Boiss. & Reut.[3]
- Galium espiniacicum Dempster[3]
- Galium estebanii Sennen[3]
- Galium exaltatum Krendl[3]
- Galium exile Hook. f.[3]
- Galium exstipulatum P.H.Davis[3]
- Galium exsurgens Ehrend. & Schönb.-Tem.[3]
- Galium extensum Krendl[3]
- Galium falconeri R.Bhattacharjee[3]
- Galium fendleri A.Gray[3]
- Galium ferrugineum K.Krause[3]
- Galium festivum Krendl[3]
- Galium ×fictum E.G.Camus (= Galium glaucum × Galium mollugo): Sie kommt nur in Frankreich vor.[3]
- Galium filipes Rydb.[3]
- Galium firmum Tausch[3]
- Galium fissurense Ehrend. & Schönb.-Tem.[3]
- Galium fistulosum Sommier & Levier[3]
- Galium flavescens Borbás ex Simonk.[3]
- Galium flaviflorum (Trautv.) Mikheev[3]
- Galium floribundum Sm.[3]
- Galium foliosum Munby ex Burnat & Barbey[3]
- Galium fontanesianum Pomel[3]
- Galium formosense Ohwi: Dieser Endemit gedeiht im Gebirge entlang von Wegen, Straßen und offenen Gräben in Höhenlagen von 600 bis 3000 Metern nur im taiwanischen Kaohsiung.[2]
- Galium forrestii Diels: Sie gedeiht auf Matten an Berghängen in Höhenlagen von 3000 bis 3200 Metern nur in Yajiang in Sichuan und Lijiang in Yunnan.[2]
- Galium fosbergii Dempster[3]
- Galium friedrichii N.Torres & al.[3]
- Galium fruticosum Willd.[3]
- Galium fuegianum Hook. f.[3]
- Galium fuscum M.Martens & Galeotti[3]
- Galium galapagoense Wiggins[3]
- Galium galiopsis (Hand.-Mazz.) Ehrend.[3]
- Galium gaudichaudii DC.[3]
- Galium geminiflorum Lowe[3]
- Galium ghilanicum Stapf[3]
- Galium gilliesii Hook. & Arn.[3]
- Galium glaberrimum Hemsl.[3]
- Galium glabrescens (Ehrend.) Dempster & Ehrend.[3]
- Galium glabriusculum Ehrend.: Sie gedeiht auf alpinen Matten an Berghängen in Höhenlagen von 3800 bis 4700 Metern in den chinesischen Provinzen Gansu, Qinghai, Sichuan sowie in Xinjiang.[2]
- Galium glaciale K.Krause[3]
- Galium glandulosum Hand.-Mazz.: Sie gedeiht in Höhenlagen von 2300 bis 3900 Metern in den chinesischen Provinzen Sichuan, Yunnan sowie in Tibet.[2]
- Galium glaucophyllum Em.Schmid[3]
- Blaugrünes Labkraut (Galium glaucum L.)[3][6]
- Galium globuliferum Hub.-Mor. & Reese[3]
- Galium gracilicaule Bacigalupo & Ehrend.[3]
- Galium graecum L.[3]
- Galium grande McClatchie[3]
- Galium grayanum Ehrend.[3]
- Galium gymnopetalum Ehrend. & Schönb.-Tem.[3]
- Galium hainesii Schönb.-Tem.[3]
- Galium hallii Munz & I.M.Johnst.[3]
- Galium hardhamae Dempster[3]
- Galium hatschbachii Dempster[3]
- Galium haussknechtii Ehrend.[3]
- Galium heldreichii Halácsy[3]
- Galium hellenicum Krendl[3]
- Galium hexanarium Knjaz.[3]
- Galium hierochuntinum Bornm.[3]
- Galium hierosolymitanum L.[3]
- Galium hilendiae Dempster & Ehrend.[3]
- Galium ×himmelbaurianum (Ronniger) Soó (= Galium humifusum × Galium verum): Sie kommt vom nordöstlichen Bulgarien bis zur Ukraine vor.[3]
- Galium hintoniorum B.L.Turner[3]
- Galium hirtiflorum Req. ex DC.: Sie kommt im Himalaja in Indien, Bhutan sowie Nepal vor und man vermutet, dass sie auch in Tibet vorkommt.[2]
- Galium hirtum Lam.[3]
- Galium hoffmeisteri (Klotzsch) Ehrend. & Schönb.-Tem. ex R.R.Mill[2]
- Galium homblei De Wild.[3]
- Galium huancavelicum Dempster[3]
- Galium huber-morathii Ehrend. & Schönb.-Tem.[3]
- Galium humifusum M.Bieb.[3]
- Galium humile Cham. & Schltdl.: Sie gedeiht im Gebirge in Höhenlagen von etwa 2000 Metern nur in Yichang in Hubei und in Kunshan in Jiangsu.[3]
- Galium ×hungaricum A.Kern. (= Galium mollugo × Galium schultesii): Sie kommt nur in Ungarn vor.[3]
- Galium hupehense Pamp.[2]
- Galium ×huteri A.Kern. (= Galium laevigatum × Galium lucidum): Sie kommt nur im nördlichen Italien vor.[3]
- Galium hypocarpium (L.) Endl. ex Griseb.[3]
- Galium hypotrichium A.Gray[3]
- Galium hypoxylon Ehrend. & Schönb.-Tem.[3]
- Galium hyrcanicum C.A.Mey.[3]
- Galium hystricocarpum Greenm.[3]
- Galium idubedae (Pau & Debeaux) Pau ex Ehrend.[3]
- Galium iltisii Dempster[3]
- Galium incanum Sm.: Es gibt sechs Unterarten:[3]
  - Galium incanum subsp. centrale Ehrend.: Sie kommt in der südwestlichen sowie südlichen Türkei vor.[3]
  - Galium incanum subsp. creticum Ehrend.: Dieser Endemit kommt nur auf Kreta vor.[3]
  - Galium incanum subsp. elatius (Boiss.) Ehrend.: Sie kommt von der östlichen Türkei bis zum Libanon und bis Transkaukasien vor.[3]
  - Galium incanum Sm. subsp. incanum: Sie kommt von Griechenland bis zur Türkei und bis Jordanien vor.[3]
  - Galium incanum subsp. libanoticum Ehrend.: Sie kommt in der südlichen Türkei, im südwestlichen Syrien und im Libanon vor.[3]
  - Galium incanum subsp. pseudocornigerum Ehrend.: Sie kommt in der zentralen Türkei vor.[3]
- Galium inconspicuum Phil.[3]
- Galium incrassatum Halácsy[3]
- Galium incurvum Sibth. & Sm.[3]
- Galium innocuum Miq.[2]
- Galium insulare Krendl[3]
- Glattes Labkraut oder Schultes Labkraut (Galium intermedium Schult., Syn.: Galium schultesii Vest, Galium aristatum subsp. schultesii (Vest) Nyman)[3][6]
- Galium intricatum Margot & Reut.[3]
- Galium ionicum Krendl[3]
- Galium iranicum Hausskn. ex Bornm.[3]
- Galium irinae Pachom.[3]
- Galium isauricum Ehrend. & Schönb.-Tem.[3]
- Galium ×jansenii Kloos (= Galium sylvaticum × Galium mollugo): Sie kommt in Europa vor.[3]
- Galium japonicum Makino[3]
- Galium ×jarynae Wol. (= Galium aristatum × Galium mollugo): Sie kommt nur in Frankreich vor.[3]
- Galium javalambrense López Udias, Mateo & M.B.Crespo[3]
- Galium javanicum Blume[3]
- Galium jemense Kotschy[3]
- Galium jepsonii Hilend & J.T.Howell[3]
- Galium johnstonii Dempster & Stebbins[3]
- Galium jolyi Batt.[3]
- Galium judaicum Boiss.[3]
- Galium jungermannioides Boiss.[3]
- Galium junghuhnianum Miq.[3]
- Galium juniperinum Standl.[3]
- Galium kaganense R.Bhattacharjee[3]
- Galium kahelianum Deflers[3]
- Galium kamtschaticum Steller ex Schult.[3]
- Galium karakulense Pobed.[3]
- Galium karataviense (Pavlov) Pobed.: Sie ist in Zentralasien und in den chinesischen Provinzen Gansu, Hebei, Heilongjiang, Nei Mongol, Ningxia, Qinghai, Shanxi, Sichuan sowie in Xinjiang weitverbreitet.[2]
- Galium kasachstanicum Pachom.[3]
- Galium kenyanum Verdc.[3]
- Galium kerneri Degen & Dörfl.[3]
- Galium khorasanense Griff.[3]
- Galium kikumuyura Ohwi[3]
- Galium killipii Dempster & Ehrend.[3]
- Galium kinuta Nakai & H.Hara: Sie ist in Japan, Korea und in den chinesischen Provinzen Gansu, Hebei, Henan, Hubei, Liaoning, Shaanxi, Shanxi, Sichuan sowie in Xinjiang verbreitet.[2]
- Galium kitaibelianum Schult.[3]
- Galium ×kondratjukii Ostapko (= Galium cincinnatum × Galium tomentosum): Sie kommt nur in der Ukraine vor.[3]
- Galium kuetzingii Boiss. & Buhse[3]
- Galium kunmingense Ehrend.: Sie gedeiht im offenen Grasland und an Felshängen in Höhenlagen von 1900 bis 2500 Metern nur im zentralen Yunnan.[2]
- Galium kurdicum Boiss. & Hohen.[3]
- Galium labradoricum (Wiegand) Wiegand[3]
- Galium laconicum Boiss. & Heldr.[3]
- Galium lacrimiforme Dempster[3]
- Galium laevigatum L.[3]
- Galium lahulense Ehrend. & Schönb.-Tem.[3]
- Galium lanceolatum (Torr. & A.Gray) Torr.[3]
- Galium lanuginosum Lam.[3]
- Galium ×lanulosum Ostapko (= Galium humifusum × Galium tomentosum): Sie kommt nur in der Ukraine vor.[3]
- Galium lasiocarpum Boiss.[3]
- Galium latifolium Michx.[3]
- Galium latoramosum Clos[3]
- Galium leiocarpum I.Thomps.[3]
- Galium leptogonium I.Thomps.[3]
- Galium leptum Phil.[3]
- Galium libanoticum Ehrend.[3]
- Galium lilloi Hicken[3]
- Galium ×lindbergii Giraudias: Sie kommt in den Pyrenäen vor.[3]
- Galium linearifolium Turcz.: Sie kommt in Korea und in den chinesischen Provinzen Hebei, Hubei sowie Liaoning vor.[2]
- Galium liratum N.A.Wakef.[3]
- Galium litorale Guss.[3]
- Galium lovcense Urum.[3]
- Glänzendes Labkraut oder Glanz-Labkraut (Galium lucidum All.)[3][6]
- Galium macedonicum Krendl[3]
- Galium magellanicum Hook. f.[3]
- Galium magellense Ten.[3]
- Galium magnifolium (Dempster) Dempster[3]
- Galium mahadivense G.Singh[3]
- Galium malickyi Krendl[3]
- Galium mandonii Britton[3]
- Galium maneauense P.Royen[3]
- Galium marchandii Roem. & Schult.[3]
- Galium margaceum Ehrend. & Schönb.-Tem.[3]
- Galium margaritaceum A.Kern.[3]
- Galium maritimum L.[3]
- Galium martirense Dempster & Stebbins[3]
- Galium masafueranum Skottsb.[3]
- Galium matthewsii A.Gray[3]
- Galium maximowiczii (Kom.) Pobed.[3]
- Galium mechudoense Dempster[3]
- Galium megacyttarion R.R.Mill[3]
- Galium megalanthum Boiss.[3]
- Schweizer Labkraut (Galium megalospermum All.)[3][6]
- Galium megapotamicum Spreng.[3]
- Galium melanantherum Boiss.[3]
- Honig-Labkraut (Galium meliodorum (Beck) Fritsch)[3][6]
- Galium membranaceum Ehrend.[3]
- Galium mexicanum Kunth[3]
- Galium microchiasma Gilli[3]
- Galium microlobum I.Thomps.[3]
- Galium microphyllum A.Gray[3]
- Galium migrans Ehrend. & McGill.[3]
- Galium minutissimum T.Shimizu: Dieser Endemit gedeiht im Gebirge in Höhenlagen von 1800 bis 2400 Metern nur im taiwanischen Landkreis Hualien.[2]
- Galium minutulum Jord.[3]
- Galium mirum Rech. f.[3]
- Galium mite Boiss. & Hohen.[3]
- Galium moldavicum (Dobrocz.) Franco[3]
- Wiesen-Labkraut (Galium mollugo L.)[3][6]
- Galium monachinii Boiss. & Heldr.[3]
- Galium monasterium Krendl[3]
- Galium monticolum Sond.[3]
- Galium montis-arerae Merxm. & Ehrend.[3]
- Galium moralesianum Ortega Oliv. & Devesa[3]
- Galium moranii Dempster[3]
- Galium morii Hayata: Dieser Endemit gedeiht im Gebirge in Höhenlagen von 2500 bis 3400 Metern nur im taiwanischen Landkreis Chiayi.[2]
- Galium mucroniferum Sond.[3]
- Galium muelleri (K.Schum.) Dempster[3]
- Galium multiflorum Kellogg[3]
- Galium munzii Hilend & J.T.Howell[3]
- Galium murale (L.) All.[3]
- Galium murbeckii Maire[3]
- Galium muricatum W.Wight[3]
- Galium ×mutabile Besser (= Galium mollugo × Galium verum): Sie kommt in Europa vor.[3]
- Galium nabelekii Ehrend. & Schönb.-Tem.[3]
- Galium nakaii Kudô[3]
- Galium nankotaizanum Ohwi: Sie gedeiht unter Sträuchern und in Felsspalten in Höhenlagen von 3000 bis 3500 Metern in Taiwan nur in den Landkreisen Hualien, Nantou sowie Yilan.[2]
- Galium ×neglectum Le Gall ex Gren. & Godr. (= Galium album × Galium arenarium): Sie kommt vom westlichen Frankreich bis Spanien vor.[3]
- Galium nepalense Ehrend. & Schönb.-Tem.[3]
- Galium nevadense Boiss. & Reut.[3]
- Galium nigdeense Yıld.[3]
- Galium nigricans Boiss.[3]
- Galium nigroramosum (Ehrend.) Dempster[3]
- Galium nolitangere Ball[3]
- Norisches Labkraut (Galium noricum Ehrend.)[3]
- Galium normanii Dahl[3]
- Galium novoguineense Diels[3]
- Galium noxium (A.St.-Hil.) Dempster[3]
- Galium numidicum Pomel[3]
- Galium nupercreatum Popov[3]
- Galium nuttallii A.Gray[3]
- Galium obliquum Vill.[3]
- Galium obovatum Kunth[3]
- Galium obtusum Bigelow[3]
- Galium octonarium (Klokov) Pobed.[3]
- Waldmeister (Galium odoratum (L.) Scop.)[3][6]
- Galium oelandicum Ehrend.[3]
- Galium olgae Klokov[3]
- Galium olivetorum Le Houér[3]
- Galium olympicum Boiss.[3]
- Galium ophiolithicum Krendl[3]
- Galium oreganum Britton[3]
- Galium oreophilum Krendl[3]
- Galium oresbium Greenm.[3]
- Galium orizabense Hemsl.[3]
- Galium oshtenicum Ehrend. & Schanzer ex Mikheev[3]
- Galium ossirwaense K.Krause[3]
- Galium ostenianum (Standl.) Dempster[3]
- Galium ovalleanum Phil.[3]
- Galium pabulosum Sommier & Levier[3]
- Galium palaeoitalicum Ehrend.[3]
- Echtes Sumpf-Labkraut (Galium palustre L.)[3][6]
- Galium pamiroalaicum Pobed.[3]
- Galium pamphylicum Boiss. & Heldr.[3]
- Galium paniculatum (Bunge) Pobed.: Sie kommt in Russland und in Xinjiang vor.[2]
- Galium papilliferum Ehrend. & Schönb.-Tem.[3]
- Galium papillosum Lapeyr.[3]
- Galium papuanum Wernham[3]
- Galium paradoxum Maxim.[3]
- Galium parishii Hilend & J.T.Howell[3]
- Pariser Labkraut (Galium parisiense L.)[3][6]
- Galium parvulum Hub.-Mor. ex Ehrend. & Schönb.-Tem.[3]
- Galium paschale Forssk.[3]
- Galium pastorale Krendl[3]
- Galium patzkeanum G.H.Loos[3]
- Galium peloponnesiacum Ehrend. & Krendl[3]
- Galium penduliflorum Boiss.[3]
- Galium pendulum Greenm.[3]
- Galium penicillatum Boiss.[3]
- Galium pennellii Dempster[3]
- Galium peplidifolium Boiss.[3]
- Galium perralderi Coss.[3]
- Galium peruvianum Dempster & Ehrend.[3]
- Galium pestalozzae Boiss.[3]
- Galium petrae Oliv. ex Hart[3]
- Galium philippianum Dempster[3]
- Galium philippinense Merr.[3]
- Galium philistaeum Boiss.[3]
- Galium pilosum Aiton[3]
- Galium pisiferum Boiss.[3]
- Galium pisoderium Krendl[3]
- Galium platygalium (Maxim.) Pobed.[3]
- Galium plumosum Rusby[3]
- Galium poiretianum Ball[3]
- Galium pojarkovae Pobed.[3]
- Galium polyacanthum (Baker) Puff[3]
- Galium polyanthum I.Thomps.[3]
- Weißgelb-Labkraut (Galium ×pomeranicum Retz. = Galium album × Galium verum): Sie kommt von Europa bis zur Türkei vor.[3][6]
- Galium porrigens Dempster[3]
- Galium praemontanum Mardal.[3]
- Galium praetermissum Greenm.[3]
- Galium × pralognense Beauverd (= Galium pumilum × Galium verum): Sie kommt nur in Frankreich vor.[3]
- Galium prattii Cufod.: Dieser Endemit gedeiht in Tälern und offenen Standstandorten der montanen Zone in Höhenlagen von 3100 bis 3700 Metern nur in Kangding in Sichuan.[2]
- Galium pringlei Greenm.[3]
- Galium problematicum (Ehrend.) Ehrend. & Schönb.-Tem.[3]
- Galium procurrens Ehrend.[3]
- Galium productum Lowe[3]
- Galium ×prolazense Nyár. (= Galium album × Galium flavescens): Sie kommt nur in Rumänien vor.[3]
- Galium proliferum A.Gray[3]
- Galium propinquum A.Cunn.[3]
- Galium pruinosum Boiss.[3]
- Galium pseudoaristatum Schur[3]
- Galium ×pseudoboreale Klokov (= Galium boreale × Galium rubioides): Sie kommt in der Ukraine und im europäischen Russland vor.[3]
- Galium pseudocapitatum Hub.-Mor. ex Ehrend. & Schönb.-Tem.[3]
- Galium pseudohelveticum Ehrend.[3]
- Galium pseudokurdicum (Ehrend.) Schönb.-Tem.[3]
- Galium pseudorivale Tzvelev[3]
- Galium pseudotriflorum Dempster & Ehrend.[3]
- Galium psilocladum Ehrend.[3]
- Galium pterocarpum Ehrend.[3]
- Galium pulvinatum Boiss.[3]
- Galium pumilio Standl.[3]
- Triften-Labkraut, Niederes Labkraut, Heide-Labkraut (Galium pumilum Murray)[3][6]
- Galium pusillosetosum H.Hara[2]
- Galium pusillum L.[3]
- Galium pyrenaicum Gouan[3]
- Galium qaradaghense Schönb.-Tem.[3]
- Galium ×querceticola Wol. (= Galium abaujense subsp. polonicum × Galium intermedium): Sie kommt nur in Polen vor.[3]
- Galium quichense Dempster[3]
- Galium radulifolium Ehrend. & Schönb.-Tem.[3]
- Galium ramboi Dempster[3]
- Galium rebae R.R.Mill[2]
- Galium reiseri Halácsy[3]
- Galium ×retzii Bouchard: Diese Hybride aus Galium papillosum × Galium verum kommt nur in den französischen östlichen Pyrenäen vor.[3]
- Galium rhodopeum Velen.[3]
- Galium richardianum (Gillies ex Hook. & Arn.) Endl. ex Walp.[3]
- Galium rigidifolium Krendl[3]
- Galium rivale (Sibth. & Sm.) Griseb.[3]
- Galium roddii Ehrend. & McGill.[3]
- Galium rosellum (Boiss.) Boiss. & Reut.[3]
- Rundblatt-Labkraut, auch Rundblättriges Laubkraut (Galium rotundifolium L.)[3][6]
- Galium rourkei Puff[3]
- Galium rubidiflorum Dempster[3]
- Galium rubioides L.[3]
- Galium rubrum L.[3]
- Galium runcinatum Ehrend. & Schönb.-Tem.[3]
- Galium rupifragum Ehrend.: Dieser Endemit gedeiht in Bergregionen auf Felsen in Höhenlagen von etwa 1800 Metern nur in Pingbian in Yunnan.[2]
- Galium ruwenzoriense (Cortesi) Ehrend.[3]
- Galium rzedowskii Dempster[3]
- Galium sacrorum Krendl[3]
- Galium saipalense Ehrend. & Schönb.-Tem.[3]
- Galium salsugineum Krylov & Serg.[3]
- Galium salwinense Hand.-Mazz.: Sie gedeiht an schattigen Standorten auf Felsen in Wäldern  in Höhenlagen von 1700 bis 2800 Metern in Sichuan und in Yunnan nur in Gongshan.[2]
- Galium samium Krendl[3]
- Galium samuelssonii Ehrend.[3]
- Galium saturejifolium Trevir.[3]
- Galium saurense Litv.[2]
- Harzer Labkraut (Galium saxatile L., Syn.: Galium harcynicum Weigel, Galium pawlowskii Kucowa, Galium pumilum subsp. saxatile (L.) Dostál)[3][6]
- Galium saxosum (Chaix) Breistr.[3]
- Galium scabrelloides Puff[3]
- Galium scabrellum K.Schum.[3]
- Galium scabrifolium (Boiss.) Hausskn.[3]
- Galium scabrum L.[3]
- Galium schlumbergeri Boiss.[3]
- Galium ×schmidelyi Chenevard & W.Wolf: Diese Hybride aus Galium mollugo × Galium rubrum kommt in Mitteleuropa vor.[3]
- Galium schmidii Arrigoni[3]
- Galium ×schneebergense Ronniger: Diese Hybride aus Galium anisophyllon × Galium meliodorum kommt in Österreich vor.[3]
- Galium schoenbeck-temesyae Ehrend.[3]
- Galium scioanum Chiov.[3]
- Galium scopulorum Schönb.-Tem.[3]
- Galium seatonii Greenm.[3]
- Galium sellowianum (Cham.) Walp.[3]
- Galium semiamictum Klokov[3]
- Galium serpenticum Dempster[3]
- Galium serpylloides Royle ex Hook. f.: Sie kommt Indien sowie Nepal in Tibet nur in Lhünzê vor.[2]
- Galium setaceum Lam.[3]
- Galium setuliferum Ehrend. & Schönb.-Tem.[3]
- Galium shanense R.Bhattacharjee[3]
- Galium shepardii Post[3]
- Galium shepherdii Jung-Mend.[3]
- Galium sichuanense Ehrend.: Dieser Endemit gedeiht in Bergwäldern in Höhenlagen von 3200 bis 4000 Metern nur in Daocheng in Sichuan.[2]
- Galium sidamense Chiov. ex Chiarugi[3]
- Galium sieheanum Ehrend.[3]
- Galium simense Fresen.[3]
- Galium similii Pavlov[3]
- Galium sinaicum (Delile ex Decne.) Boiss.[3]
- Galium smithreitzii Dempster[3]
- Galium sojakii Ehrend. & Schönb.-Tem.[3]
- Galium songaricum Schrenk[3]
- Galium sorgerae Ehrend. & Schönb.-Tem.[3]
- Galium sparsiflorum W.Wight[3]
- Galium spathulatum I.Thomps.[3]
- Galium speciosum Krendl[3]
- Galium sphagnophilum (Greenm.) Dempster[3]
- Kleinfrüchtiges Kletten-Labkraut, auch Saat-Labkraut, Unechtes Labkraut, Acker-Labkraut, Großblütiges Labkraut (Galium spurium L.)[3][6]
- Galium stellatum Kellogg[3]
- Galium stenophyllum Baker[3]
- Galium stepparum Ehrend. & Schönb.-Tem.[3]
- Sterners Labkraut (Galium sterneri Ehrend.)[3][6]
- Galium subfalcatum Nazim. & Ehrend.[3]
- Galium subnemorale Klokov & Zaver.[3]
- Galium subtrifidum Reinw. ex Blume[3]
- Galium subtrinervium Ehrend. & Schönb.-Tem.[3]
- Galium subuliferum Sommier & Levier[3]
- Galium subvelutinum (DC.) K.Koch[3]
- Galium subvillosum Sond.[3]
- Schwedisches Labkraut (Galium sudeticum Tausch)[3][6]
- Galium suecicum (Sterner) Ehrend.[3]
- Galium suffruticosum Hook. & Arn.[3]
- Galium sungpanense Cufod.: Sie gedeiht in größeren Höhenlagen bis zu 3300 Metern in den chinesischen Provinzen Hebei, Sichuan sowie in Xinjiang.[2]
- Galium surinamense Dempster[3]
- Wald-Labkraut (Galium sylvaticum L.)[3][6]
- Galium taiwanense Masam.: Sie gedeiht an Berghängen in Höhenlagen von 200 bis 2100 Metern nur im nördlichen Taiwan.[2]
- Galium takasagomontanum Masam.: Sie gedeiht in Berg-Nadelwäldern in Höhenlagen von etwa 2800 Metern in Taiwan.[2]
- Galium talaveranum Ortega Oliv. & Devesa[3]
- Galium tanganyikense Ehrend. & Verdc.[3]
- Galium tarokoense Hayata: Sie gedeiht an schattigen Standorten in Substraten über Kalkstein in Höhenlagen von 1400 bis 2700 Metern in Taiwan.[2]
- Galium taygeteum Krendl[3]
- Galium tendae Rchb. f.[3]
- Galium tenuissimum M.Bieb.[3]
- Galium terrae-reginae Ehrend. & McGill.[3]
- Galium tetraphyllum Nazim. & Ehrend.[3]
- Galium texense A.Gray[3]
- Galium thasium Stoj. & Kitanov[3]
- Galium thiebautii Ehrend.[3]
- Galium thracicum Krendl[3]
- Galium thunbergianum Eckl. & Zeyh.[3]
- Galium thymifolium Boiss. & Heldr.[3]
- Galium tianschanicum Popov[3]
- Galium timeroyi Jord.[3]
- Galium tinctorium L.[3]
- Galium tmoleum Boiss.[3]
- Galium tokyoense Makino[3]
- Galium tolosianum Boiss. & Kotschy[3]
- Galium tomentosum Thunb.[3]
- Galium tortumense Ehrend. & Schönb.-Tem.[3]
- Galium transcarpaticum Stojko & Tasenk.[3]
- Galium trichocarpum DC.[3]
- Dreihörniges Labkraut (Galium tricornutum Dandy)[3][6]
- Dreispaltiges Labkraut (Galium trifidum L.)[3]
- Galium trifloriforme Kom.[3]
- Dreiblütiges Labkraut (Galium triflorum Michx.)[3][6]
- Galium trilobum Colenso[3]
- Galium trinioides Pomel[3]
- Galium trojanum Ehrend.[3]
- Traunsee-Labkraut (Galium truniacum (Ronniger) Ronniger)[3][6]
- Galium tubiflorum Ehrend.[3]
- Galium tuncelianum Yıld.[3]
- Galium tunetanum Lam.[3]
- Galium turgaicum Knjaz.[3]
- Galium turkestanicum Pobed.: Sie kommt in Russland und Kasachstan vor und es wird vermutet, dass sie auch in Xinjiang vorkommt.[2]
- Galium tyraicum Klokov[3]
- Moor-Labkraut (Galium uliginosum L.)[3][6]
- Galium uncinulatum DC.[3]
- Galium undulatum Puff[3]
- Galium uniflorum Michx.[3]
- Galium uruguayense Bacigalupo[3]
- Galium valantioides M.Bieb.[3]
- Mährisches Labkraut (Galium valdepilosum Heinr.Braun)[3][6]
- Galium valentinum Lange[3]
- Galium vartanii Grossh.[3]
- Galium vassilczenkoi Pobed.[3]
- Galium velenovskyi Ancev[3]
- Anis-Labkraut (Galium verrucosum Huds.)[3][6]
- Galium verticillatum Danthoine ex Lam.[3][6]
- Galium verum L.: Mit mehreren Unterarten und Varietäten, darunter:[3]
  - Galium verum subsp. asiaticum (Nakai) T.Yamaz.
  - Galium verum subsp. glabrescens Ehrend.
  - Echtes Labkraut (Galium verum L. subsp. verum)[6]
  - Wirtgen-Labkraut Galium verum subsp. wirtgenii (F.W.Schultz) Oborny(Syn. Galium  wirtgenii F.W.Schultz)[6]
- Galium ×viciosorum Sennen & Pau: Diese Hybride aus Galium maritimum × Galium verum kommt nur im nordöstlichen Spanien vor.[3]
- Galium vile (Cham. & Schltdl.) Dempster[3]
- Galium violaceum Krendl[3]
- Galium virgatum Nutt.[3]
- Galium viridiflorum Boiss. & Reut.[3]
- Galium viscosum Vahl[3]
- Galium volcanense Dempster[3]
- Galium volhynicum Pobed.[3]
- Galium watsonii (A.Gray) A.Heller[3]
- Galium weberbaueri K.Krause[3]
- Galium wendelboi Ehrend. & Schönb.-Tem.[3]
- Galium werdermannii Standl.[3]
- Galium wigginsii Dempster[3]
- Galium wrightii A.Gray[3]
- Galium xeroticum (Klokov) Pobed.[3]
- Galium xylorrhizum Boiss. & A.Huet[3]
- Galium yunnanense H.Hara & C.Y.Wu: Sie gedeiht in Wäldern, auf Bergwiesen und an Ufern von Fließgewässern in Höhenlagen von 700 bis 3300 Metern in den chinesischen Provinzen Gansu, Guangxi, Guizhou, Hunan, Sichuan sowie Yunnan.[2]
- Galium zabense Ehrend.[3]

## Inhaltsstoffe und Nutzung
Die Galium-Arten enthalten das Labferment. Aus den Wurzeln wurde früher ähnlich wie beim verwandten Färberkrapp rote Farbe für Textilien gewonnen.